# Bundeshaus (Bern)

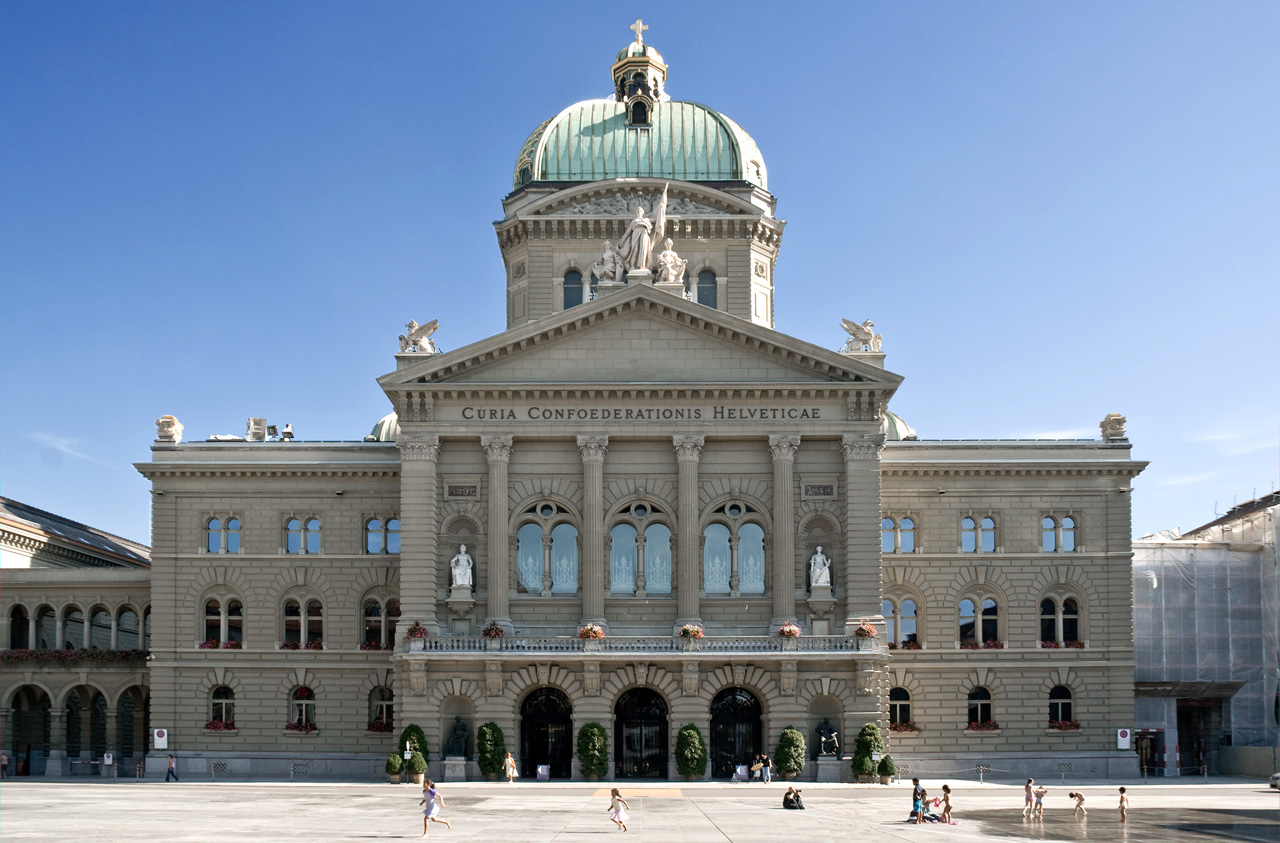
Die Nordfassade des Bundeshauses (Parlamentsgebäude), davor der Bundesplatz (2009)

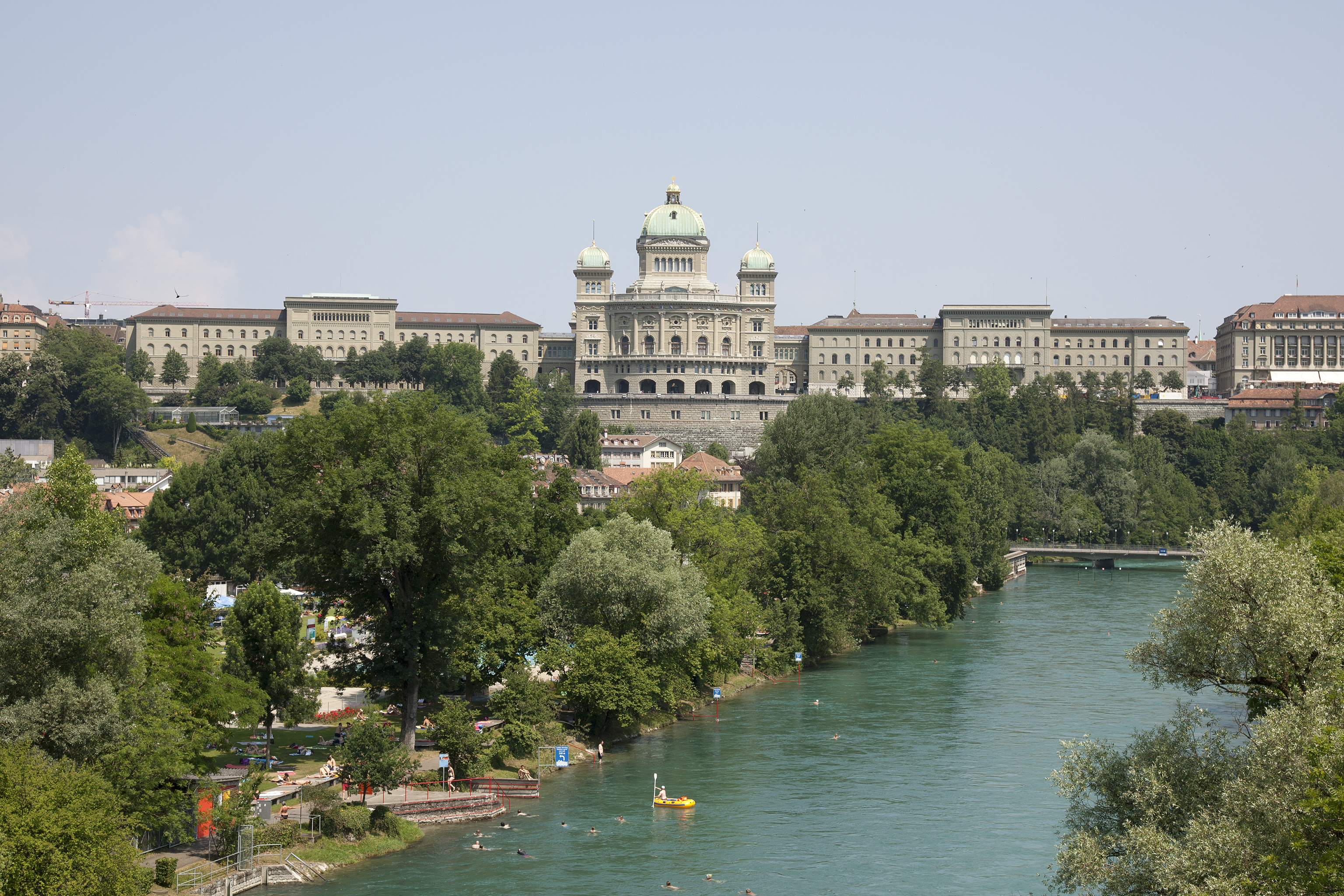
Die Südfassade des Bundeshauses, von der Monbijoubrücke aus gesehen. Unten das Marzilibad

Als Bundeshaus (französisch Palais fédéral, italienisch Palazzo federale, rätoromanisch Chasa federala) wird der Sitz von Regierung und Parlament der Schweizerischen Eidgenossenschaft in der Bundesstadt Bern bezeichnet.
Das Bundeshaus ist ein unter Denkmalschutz stehender symmetrischer Gebäudekomplex von etwas mehr als 300 Metern Länge. Es gilt als eines der bedeutendsten historistischen Bauwerke des Landes und ist im Schweizerischen Inventar der Kulturgüter von nationaler Bedeutung verzeichnet. Es besteht aus drei miteinander verbundenen Gebäuden im Südwesten der Berner Altstadt. Mittelpunkt ist das Parlamentsgebäude am Bundesplatz. Darin tagen der Nationalrat und der Ständerat, die beiden Kammern der Bundesversammlung. Darüber hinaus dient es als Tagungsort der Fraktionen und weiteren zum Parlamentsbetrieb gehörenden Zwecken. Das Bundeshaus West an der Bundesgasse ist Hauptsitz zweier Departemente der Bundesverwaltung sowie Standort der Bundeskanzlei und der Parlamentsbibliothek (ehemals Eidgenössische Parlaments- und Zentralbibliothek), ausserdem hält der Bundesrat hier seine Sitzungen ab. Zwei weitere Departemente haben ihren Hauptsitz im Bundeshaus Ost an der Kochergasse.
Ältester Teil des Bundeshauses ist das von 1852 bis 1857 erbaute Bundeshaus West (damals «Bundes-Rathaus» genannt). Ferdinand Stadler hatte den von der Stadt Bern ausgeschriebenen Wettbewerb gewonnen, zog sich aber aufgrund diverser Einwände zurück. Den Auftrag erhielt schliesslich Jakob Friedrich Studer zugesprochen. Das Gebäude vereinte Bundesverwaltung, Regierung und Parlament unter einem Dach. Zur Lösung drängender Platzprobleme entstand von 1884 bis 1892 das Bundeshaus Ost. Alfred Friedrich Bluntschli war als Sieger aus dem Projektwettbewerb hervorgegangen, doch die Bundesversammlung setzte sich über die Entscheidung des Preisgerichts hinweg und erteilte Hans Wilhelm Auer die Zustimmung. Ebenfalls unter Auers Leitung wurde zwischen 1894 und 1902 zum Abschluss das Parlamentsgebäude errichtet. Zu Beginn des 21. Jahrhunderts erfolgte erstmals eine umfassende Sanierung des Bundeshauses.
Das Bundeshaus West und das Bundeshaus Ost sind im schlichten Rundbogenstil errichtet. Ihre Nüchternheit entspricht dem hauptsächlichen Zweck als Verwaltungsgebäude. Im Gegensatz dazu ist das Parlamentsgebäude ein monumentales Repräsentationsbauwerk im Neorenaissancestil mit Portikus und markanter, weitherum sichtbarer Kuppel. Die reiche künstlerische Ausstattung, deren Symbolik sich an der Geschichte, den Verfassungsgrundlagen und der kulturellen Vielfalt des Landes orientiert, sowie die verwendeten Baumaterialien aus allen Landesteilen unterstreichen den Charakter des Parlamentsgebäudes als Nationaldenkmal der Schweiz in besonders ausdrucksvoller Weise.

## Lage und städtebauliche Einordnung

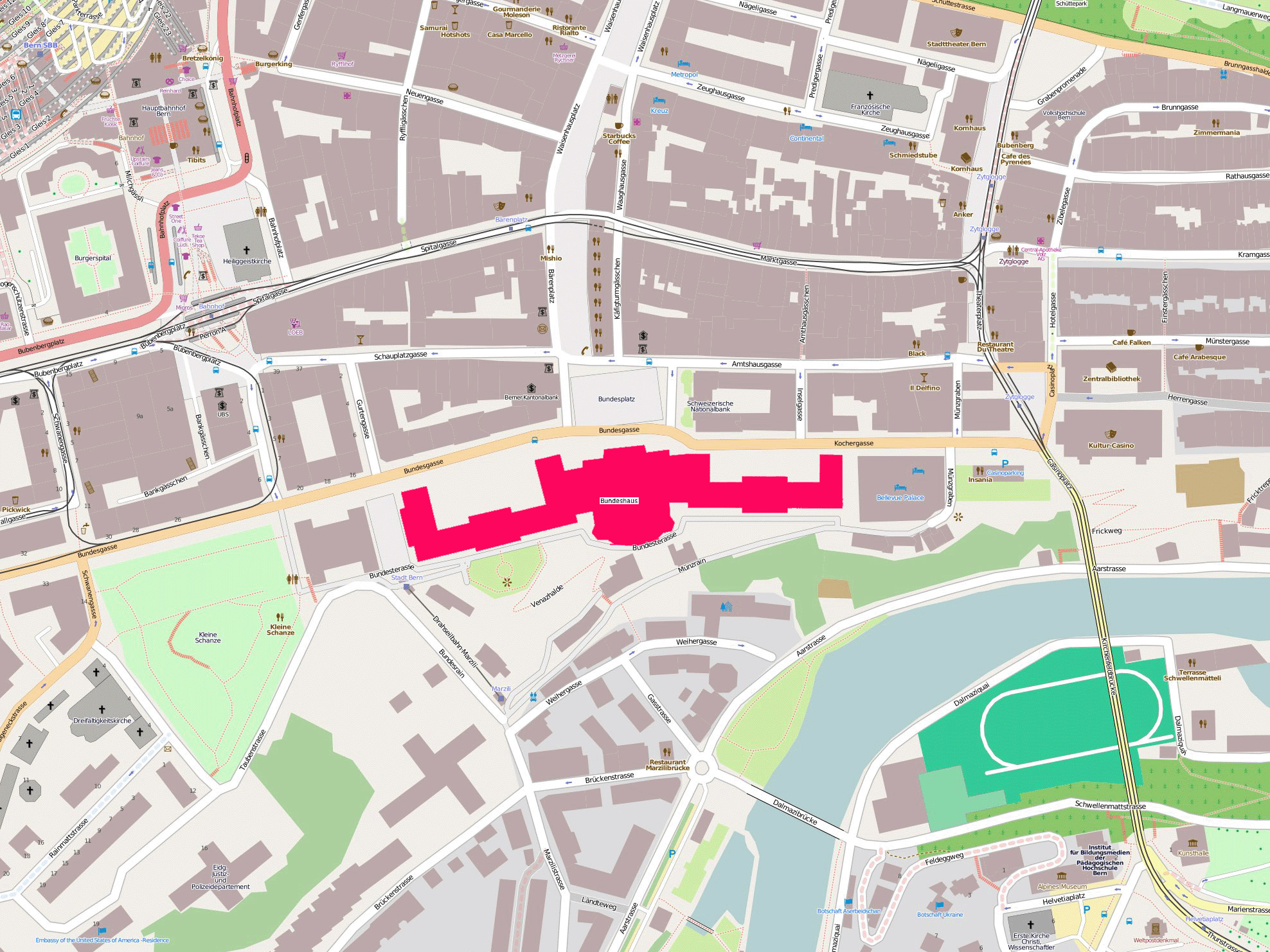
Lage des Bundeshauses (rot markiert) im Stadtzentrum von Bern

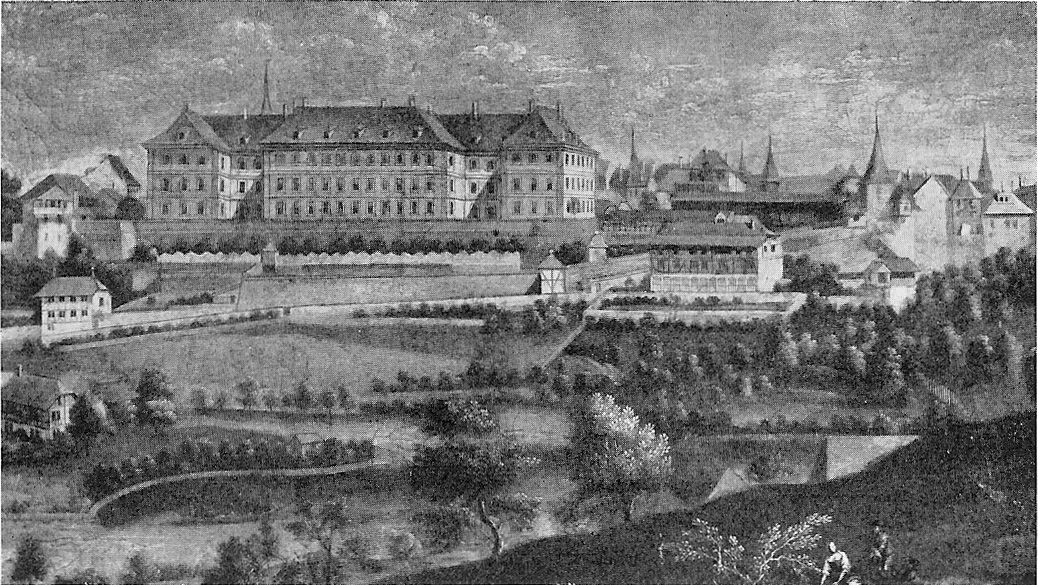
Altes Inselspital (1742), heute Standort des Bundeshauses Ost

Das Bundeshaus liegt am südwestlichen Rand der als UNESCO-Welterbe deklarierten Altstadt von Bern, auf einer Bundesterrasse genannten Befestigung des Abhangs zum Marziliquartier. Der Gebäudekomplex erstreckt sich über eine Länge von etwas mehr als 300 Metern und besteht aus drei Teilen: dem Bundeshaus West an der Bundesgasse, dem Parlamentsgebäude am Bundesplatz und dem Bundeshaus Ost an der Kochergasse. Während das Bundeshaus Ost von Osten nach Westen ausgerichtet ist, sind die beiden anderen Gebäudeteile jeweils leicht nach Südwesten abgewinkelt.
Trotz seiner Grösse und seiner beherrschenden Stellung fügt sich das Bundeshaus harmonisch in das Stadtbild ein. Dazu trägt vor allem die Verwendung von Berner Sandstein für die Fassaden bei. Aus diesem Baumaterial, das eine grünlichgraue Färbung aufweist, bestehen auch die übrigen Häuser der Altstadt. Im Westen wird das Bundeshaus vom ehemaligen Hotel Bernerhof flankiert, im Osten vom Hotel Bellevue Palace, das zugleich die offizielle Residenz für Staatsgäste ist. Nebst dem Bundeshaus säumen das Kantonalbankgebäude und das Gebäude der Schweizerischen Nationalbank den Bundesplatz. Auf der Bundesterrasse zwischen dem Bundeshaus West und dem Bernerhof befindet sich die Bergstation der Marzilibahn, die ins Marziliquartier hinunter führt.
An der Stelle des heutigen Bundeshauses Ost stand zuvor das alte Inselspital, von 1718 bis 1724 nach Plänen des Vorarlberger Barockbaumeisters Franz Beer erbaut. Beim Abbruch des Spitalgebäudes kam 1888 neben Mauerresten des mittelalterlichen Klosters «St. Michael zur Insel» auch ein jüdischer Grabstein zum Vorschein, ein weiterer 1901 bei der Erstellung des Bundesplatzes. Diese Grabsteine gehörten zu einem Friedhof («Judenkilchhof»), der 1294 nach der Vertreibung der Juden enteignet und verkauft worden war. Seit September 2009 erinnert eine Informationstafel an diesem Ort an die jüdische Vorgeschichte.

## Planungs- und Baugeschichte

### Ausgangslage

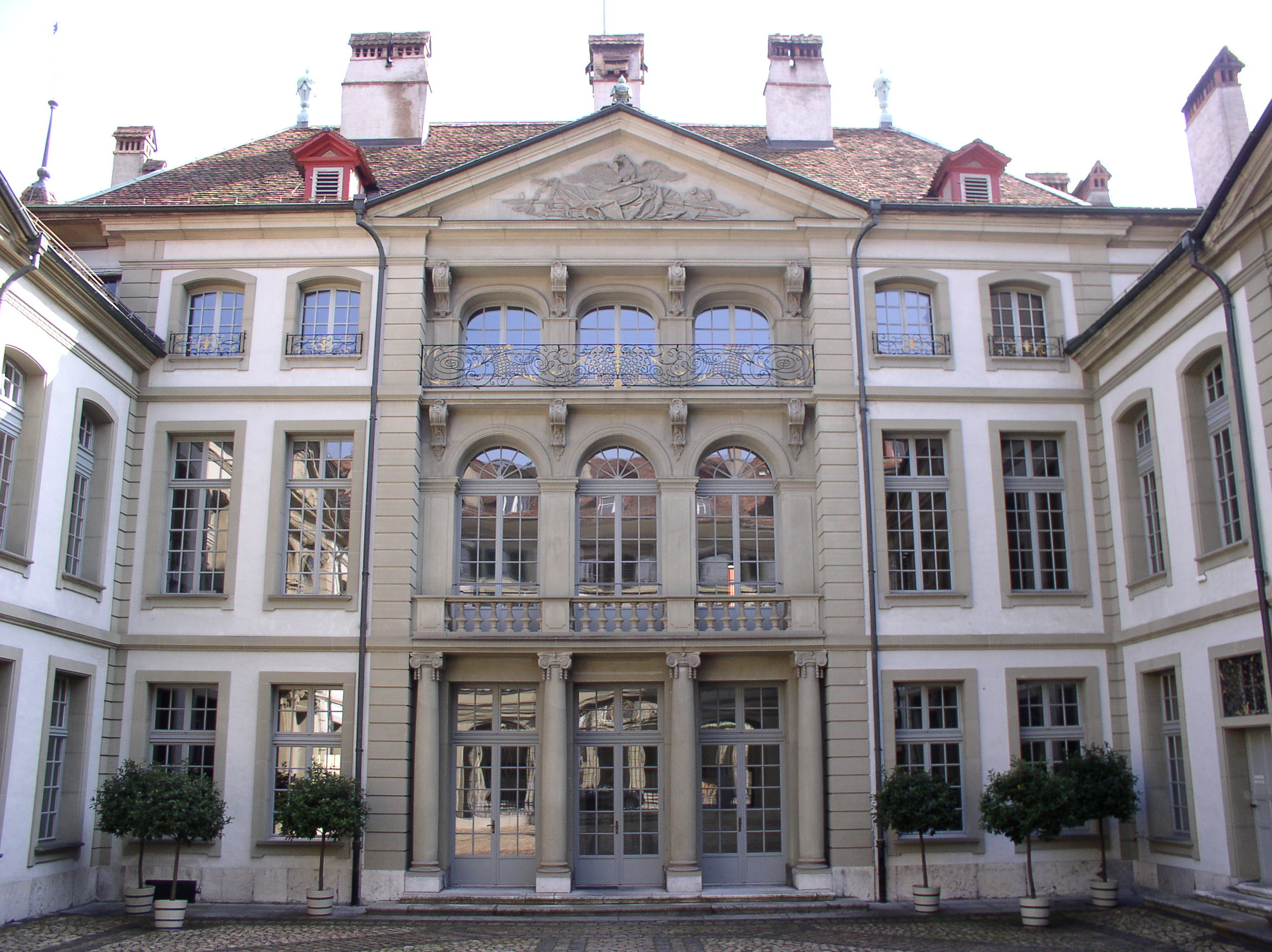
Der Erlacherhof war der erste Sitz des Bundesrates

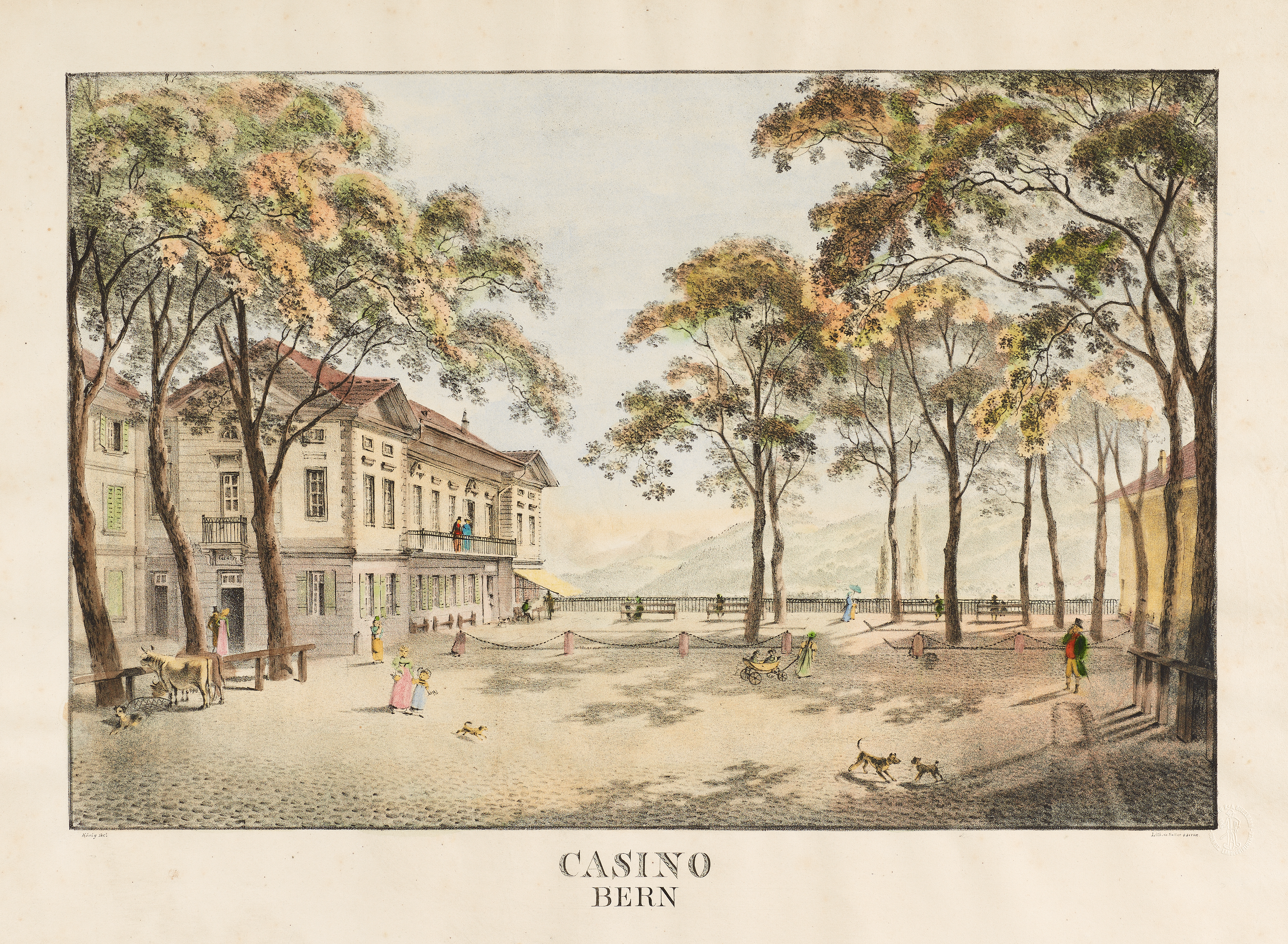
Das alte Kasino, der erste Versammlungsort des Nationalrates (kolorierte Lithographie von Franz Niklaus König)

Mit dem Inkrafttreten der Bundesverfassung entstand am 12. September 1848 der moderne schweizerische Bundesstaat, doch die Hauptstadtfrage blieb zunächst ungeklärt. Am 28. November 1848 entschied sich die Bundesversammlung im ersten Wahlgang für Bern als Bundesstadt und somit als Sitz der Bundesbehörden (de jure kennt die Schweiz bis heute keine Hauptstadt). Für die zentrale Unterbringung von Regierung, Parlament und Bundesverwaltung gab es in Bern noch kein geeignetes Gebäude, weshalb provisorische Lösungen erforderlich waren. Der Bundesrat erhielt den Erlacherhof an der Junkerngasse zur Verfügung gestellt, der Nationalrat versammelte sich im 1821 erbauten, «Casino» genannten Musiksaal und bei Bedarf im Berner Rathaus, während der Ständerat im Rathaus zum Äusseren Stand an der Zeughausgasse tagte. Bundesgericht und -verwaltung bezogen verschiedene Häuser in der Altstadt.
Die Burgergemeinde Bern, die Körperschaft der Stadtbürger und des einst mächtigen Patriziats, war damals noch der übergeordnete Gemeindetyp. Ihre Versammlung beschloss mit knapper Mehrheit, die Wahl Berns zur Bundesstadt anzunehmen. Allerdings übertrug sie die Verantwortung für den Bau des Parlaments- und Regierungsgebäudes der erst 15 Jahre zuvor gebildeten Einwohnergemeinde, der Körperschaft sämtlicher Einwohner (der Bund besass damals noch nicht die Kompetenz zum Bau eigener Gebäude). Dieser Beschluss beschleunigte die von liberalen Kräften angestrebte politische Entmachtung der Burgergemeinde, die 1852 mit der Übertragung der allgemeinen Kompetenz an die Einwohnergemeinde und der Güterausscheidung (Aufteilung der Vermögenswerte) ihren Abschluss fand.
Im Februar 1849 erhielten die Stadtbehörden vom Bundesrat den Auftrag, einen geeigneten Standort für ein zentrales Gebäude ausfindig zu machen. Es sollte die Säle beider Parlamentskammern, Räume für den Bundesrat, 96 Büros und die Wohnung des Bundeskanzlers umfassen. Aus mehreren Vorschlägen entschied sich der Bundesrat für das Areal des städtischen Holzwerkhofes neben dem Casino, am Südrand der Altstadt und an der Oberkante des Abhangs hinunter zur Aare gelegen. Der Gemeinderat schrieb am 8. April 1850 einen Architektenwettbewerb für das «Bundes-Rathaus» aus. Die Einwohner Berns sollten nicht zu sehr mit Anleihen und Sondersteuern belastet werden, weshalb die Ausschreibung von einer haushälterischen Gesinnung geprägt war. Das zu errichtende Gebäude sollte würdevoll, aber dennoch möglichst zweckmässig und einfach sein. Die «Herren Concurrenten» wurden gebeten, «unnütze Pracht und übertriebene Dimensionen» zu vermeiden sowie Berner Sandstein als Baumaterial zu verwenden, da die «Umgebung von Bern einen Reichthum des besten und schönsten Sandsteins» besitze.

### Bescheidener Beginn: Das Bundes-Rathaus
Dem offiziellen Preisgericht gehörten die Architekten Melchior Berri, Ludwig Friedrich Osterrieth, Robert Roller und Gustav Albert Wegmann sowie der Bauinspektor Bernhard Wyss an. Aus 37 eingereichten Entwürfen ging jener von Ferdinand Stadler siegreich hervor. Das Preisgericht vergab drei weitere Preise: Der zweite Platz ging an Felix Wilhelm Kubly, der dritte an Johann Carl Dähler und der vierte an Jean Franel. Eine vom Schweizerischen Ingenieur- und Architektenverein (SIA) eingesetzte Sonderjury, die aber keinen Einfluss auf das Projekt hatte, beurteilte die drei erstplatzierten Entwürfe in der umgekehrten Rangfolge.
In ihren Entwürfen wiesen die unterlegenen Konkurrenten den Ratssälen den Zentraltrakt und der Verwaltung die Seitenflügel zu. Dähler und Franel gestalteten den grösseren Nationalratssaal in Form eines Amphitheaters. Während Dähler ihn als Dachkrone aus dem Baukörper herausragen liess, plante Franel eine halbkreisförmige Ausbuchtung der Fassade. Kubly erkannte, dass anders als bei den bisherigen europäischen Parlamentsneubauten zwei gleichberechtigte Räte zu berücksichtigen waren und gab deshalb das zu sehr dominierende Halbrund zugunsten zweier rechteckiger Säle auf. Allen drei Projekten gemeinsam war die Platzierung beider Säle auf der Mittelachse, was zu unvorteilhaften Proportionen des Zentraltraktes führte. Stadler hingegen vermochte mit einer hufeisenförmigen Anlage zu überzeugen. Er teilte Bundesrat und Verwaltung den Mitteltrakt zu und verwies die Parlamentskammern in die ausgreifenden Seitenflügel. Ausserdem orientierte er sich stilistisch nicht am Klassizismus, sondern am neuartigen Rundbogenstil der Neoromanik. Als Vorbild dienten ihm die Gebäude an der Ludwigstrasse in München, insbesondere die Bayerische Staatsbibliothek.

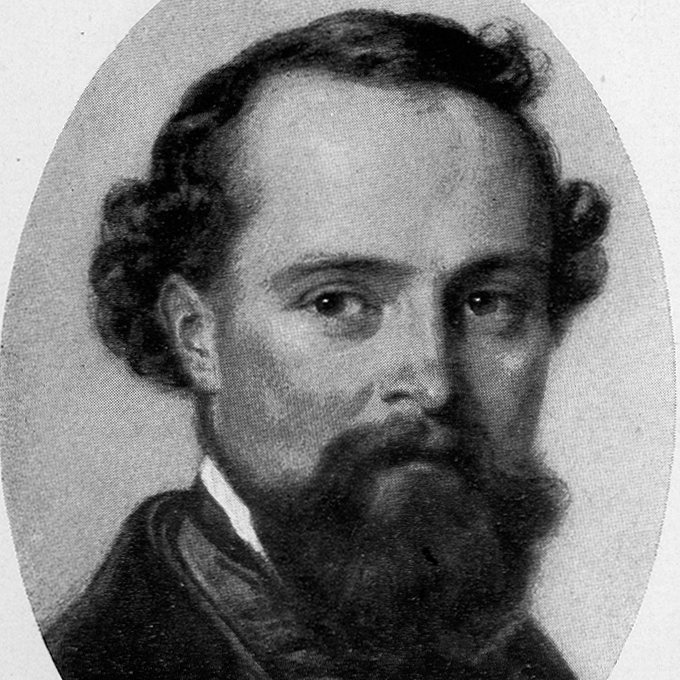
Jakob Friedrich Studer

Einzelnen Kritikern missfielen die Staffelung des Baukörpers und die durchgehenden Rundbögen. Stadler liess sich durch die Einwände verunsichern und überarbeitete seinen Entwurf, indem er klassizistische Elemente hinzufügte. Der revidierte Entwurf stiess jedoch auf noch weniger Zustimmung. Der Berner Gemeinderat beschloss am 23. Juni 1851, den Baumeister Jakob Friedrich Studer mit der Ausarbeitung eines neuen Entwurfs zu beauftragen. Studer, der nicht am Wettbewerb teilgenommen hatte, übernahm Stadlers ursprünglichen Entwurf. Er führte die Staffelung wieder ein und verstärkte den Rundbogenstil, anstatt ihn abzuschwächen. Die Überarbeitung fand Gefallen und Studer erhielt den Bauauftrag zugesprochen. Nachdem zunächst die Terrasse aufgeschüttet worden war, erfolgte am 21. September 1852 die Grundsteinlegung. Nach knapp fünfjähriger Bauzeit fand am 5. Juni 1857 die feierliche Übergabe statt.
1858 wurde im Ehrenhof des Bundes-Rathauses der Bernabrunnen aufgestellt und fünf Jahre später mit einer Statue versehen. Die Ausschmückung der Ratssäle fiel aus Kostengründen sehr spärlich aus. August Hövemeyer und sein Bruder Ludwig fertigten im Nationalratssaal vier allegorische Wandbilder an, hinzu kamen ornamentale Muster. 1861 stifteten die Kantone Wappenscheiben für den Ständeratssaal, die jedoch bereits zehn Jahre später wegen ungünstiger Lichtverhältnisse wieder entfernt wurden. Eine von Bundesrat Jakob Dubs geleitete Kommission schlug vor, das Bundes-Rathaus mit Landschafts- und Historiengemälden sowie mit Büsten berühmter Schweizer Persönlichkeiten in eine Art Nationalmuseum zu verwandeln. Während der Ständerat 1865 diesem Vorschlag zustimmte, lehnte ihn der Nationalrat 1866 zweimal ab.
Ebenfalls nicht zur Ausführung gelangte ein Projekt von Frank Buchser: Der Sieg der Nordstaaten im Sezessionskrieg hatte in der Schweiz eine Welle von Sympathiekundgebungen ausgelöst. Buchser plante Ende 1865 für den Nationalratssaal ein Wandbild mit den wichtigsten amerikanischen Persönlichkeiten jener Zeit, wodurch die Verbundenheit der Schweiz mit den USA ausgedrückt werden sollte. Zwar konnte er während seines vierjährigen Amerika-Aufenthaltes Porträts von zahlreichen prominenten Personen anfertigen, doch General Ulysses S. Grant verweigerte seine Zustimmung, da auch sein Widersacher Robert Edward Lee porträtiert worden war. Das Gruppenbild kam aus diesem Grund nicht zustande.
Die Bauherrin, die Stadt Bern, legte weitaus grösseren Wert auf eine einwandfrei funktionierende Haustechnik als auf Prunk. Die Dampfheizung von Sulzer garantierte auch im Winter angenehme Wärme in allen Räumen. Als schönster Schmuck im ansonsten nüchternen Gebäude galten die Kandelaber der Gasbeleuchtung. Das städtische Gaswerk befand sich von 1841 bis 1876 unterhalb der Bundesterrasse, also in unmittelbarer Nähe.

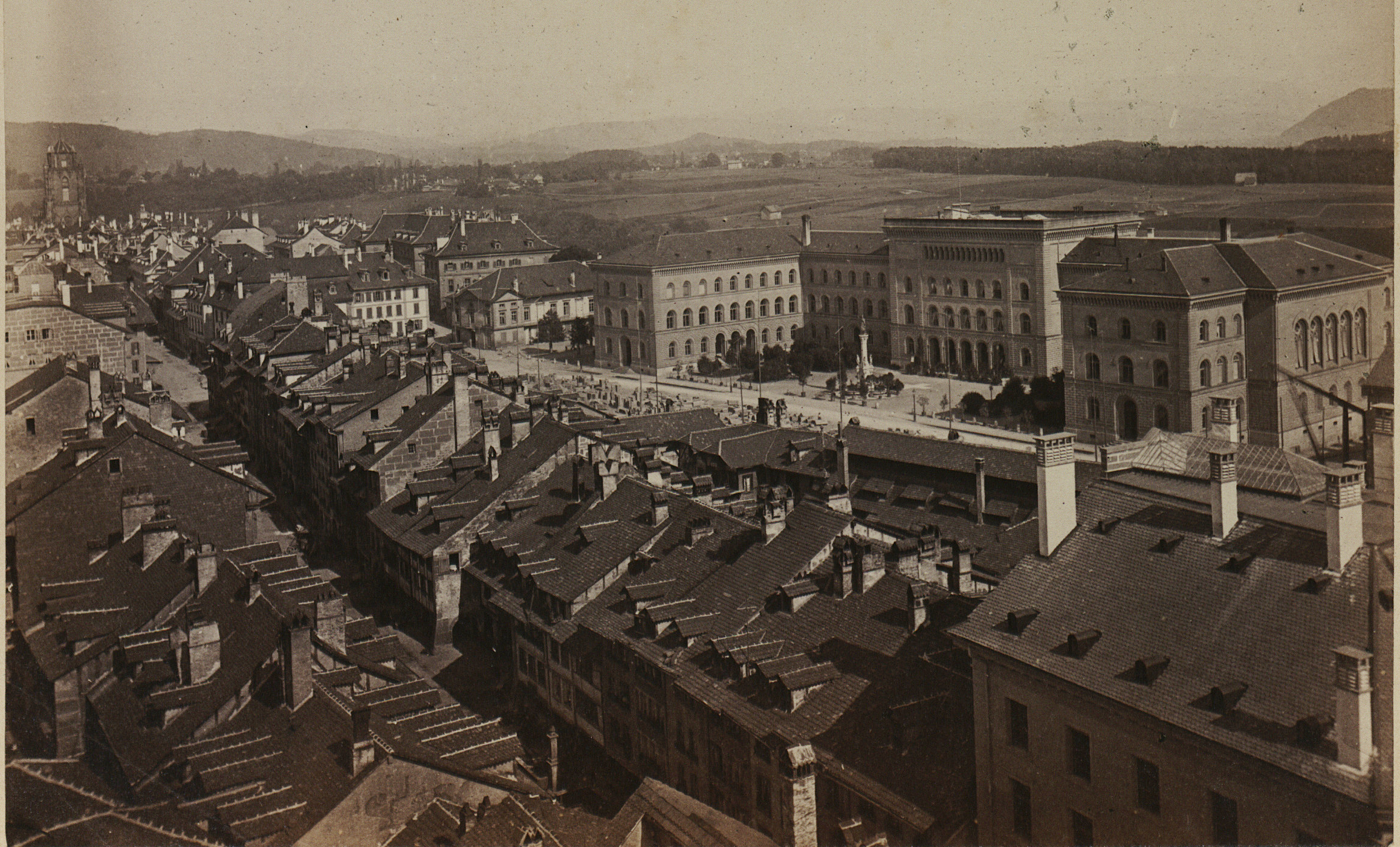
Blick vom Christoffelturm aufs Bundes-Rathaus (Foto Adolphe Braun 1863 / 1864)
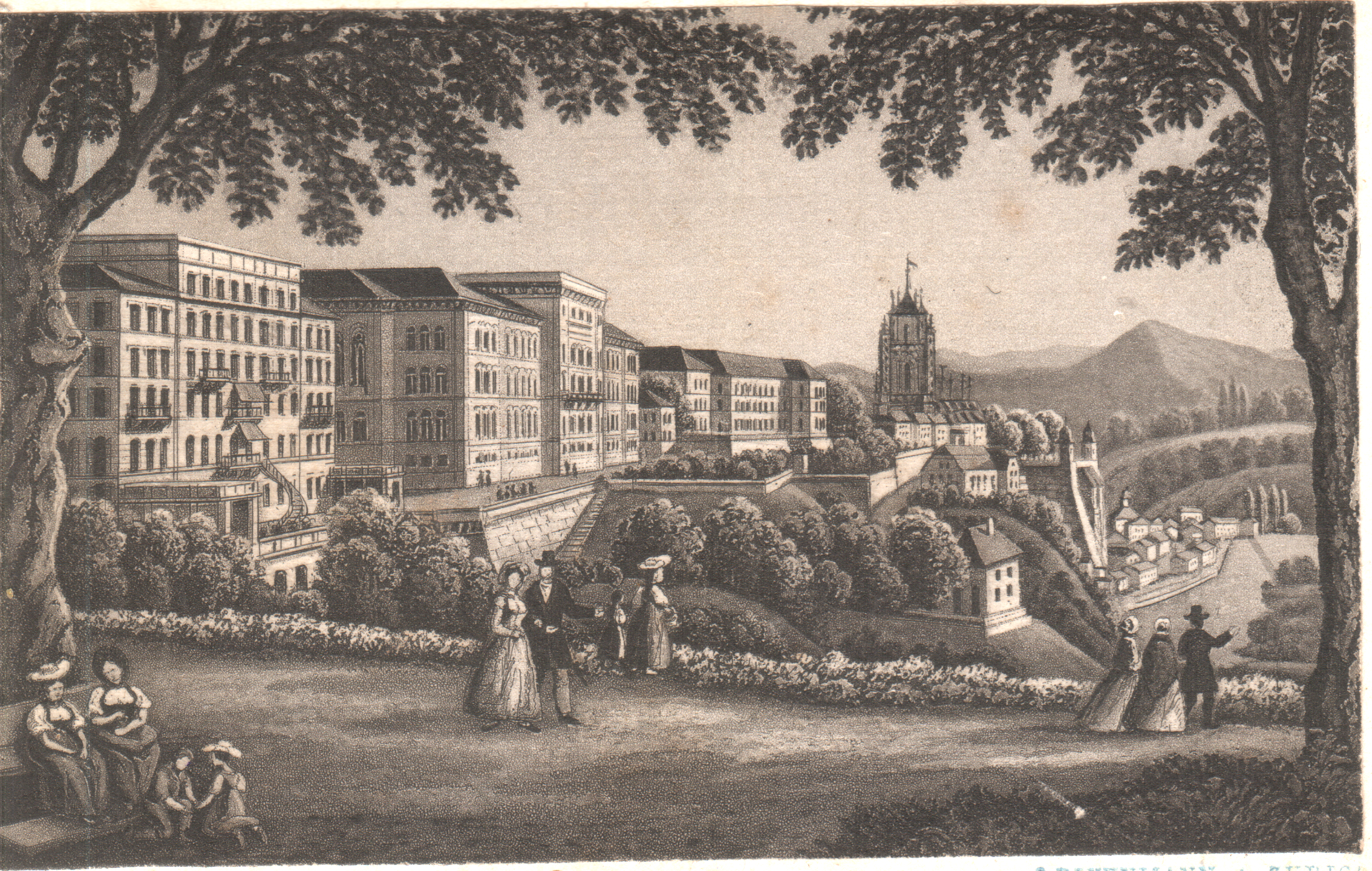
Bundeshaus, Aquatinta von Johann Rudolf Dikenmann
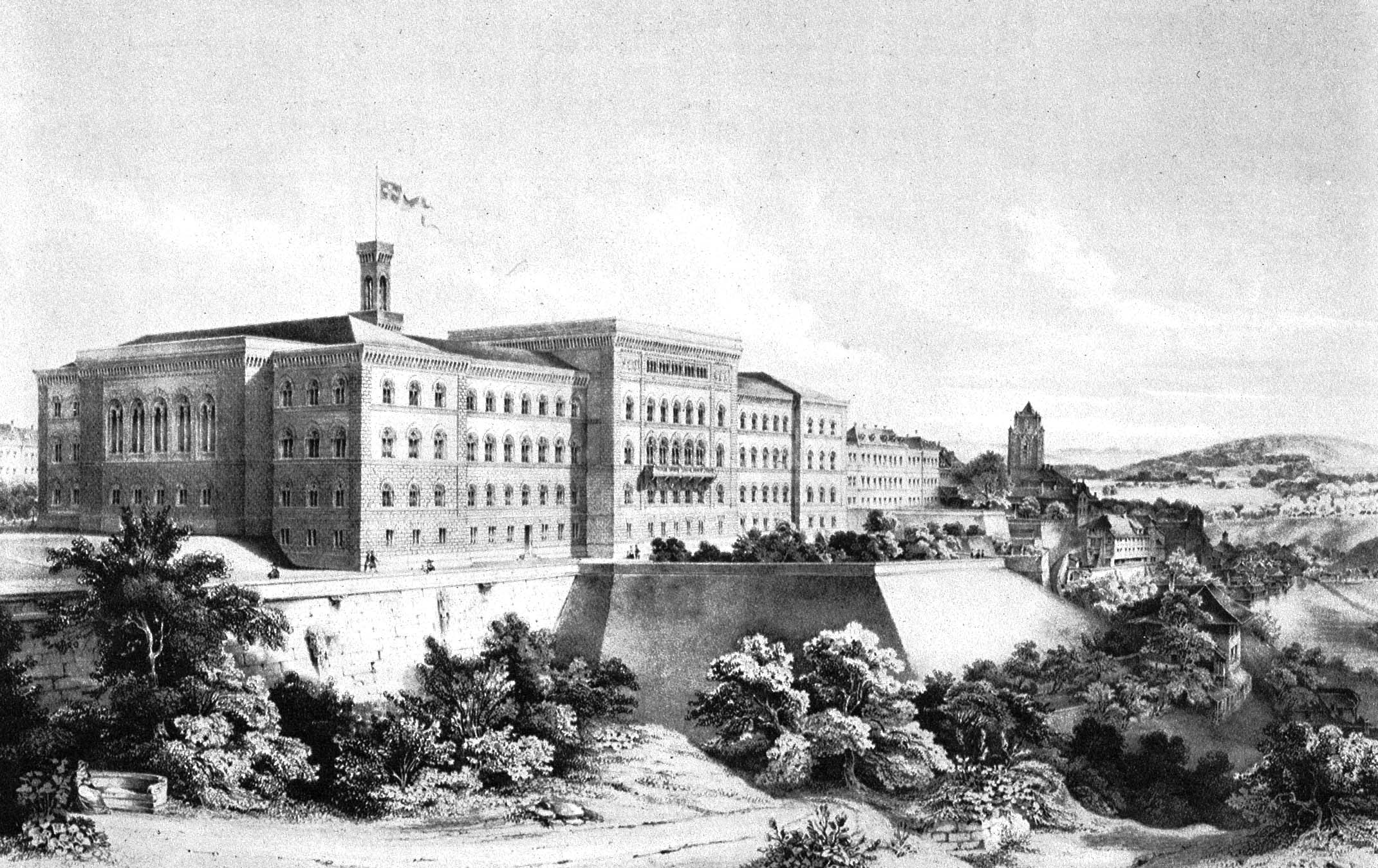
Das «Bundes-Rathaus» im Jahr 1857 (mit einem nie gebauten Turm mit Fahne)
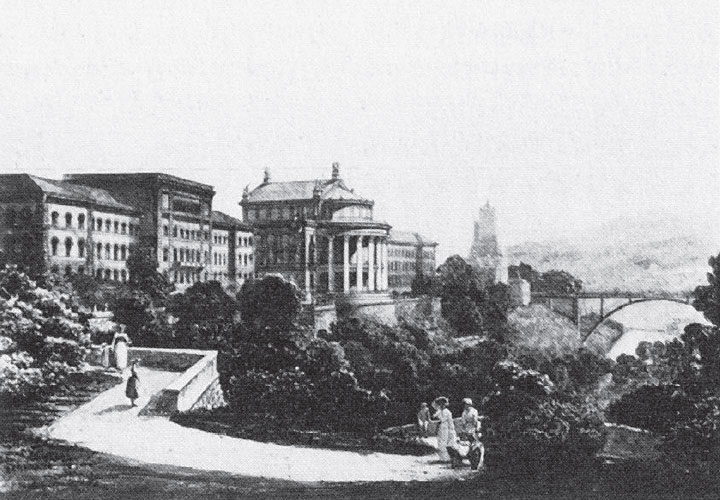
Bundeshaus-Entwurf von Alfred Friedrich Bluntschli

### Überwindung der Platznot: Das Bundeshaus Ost

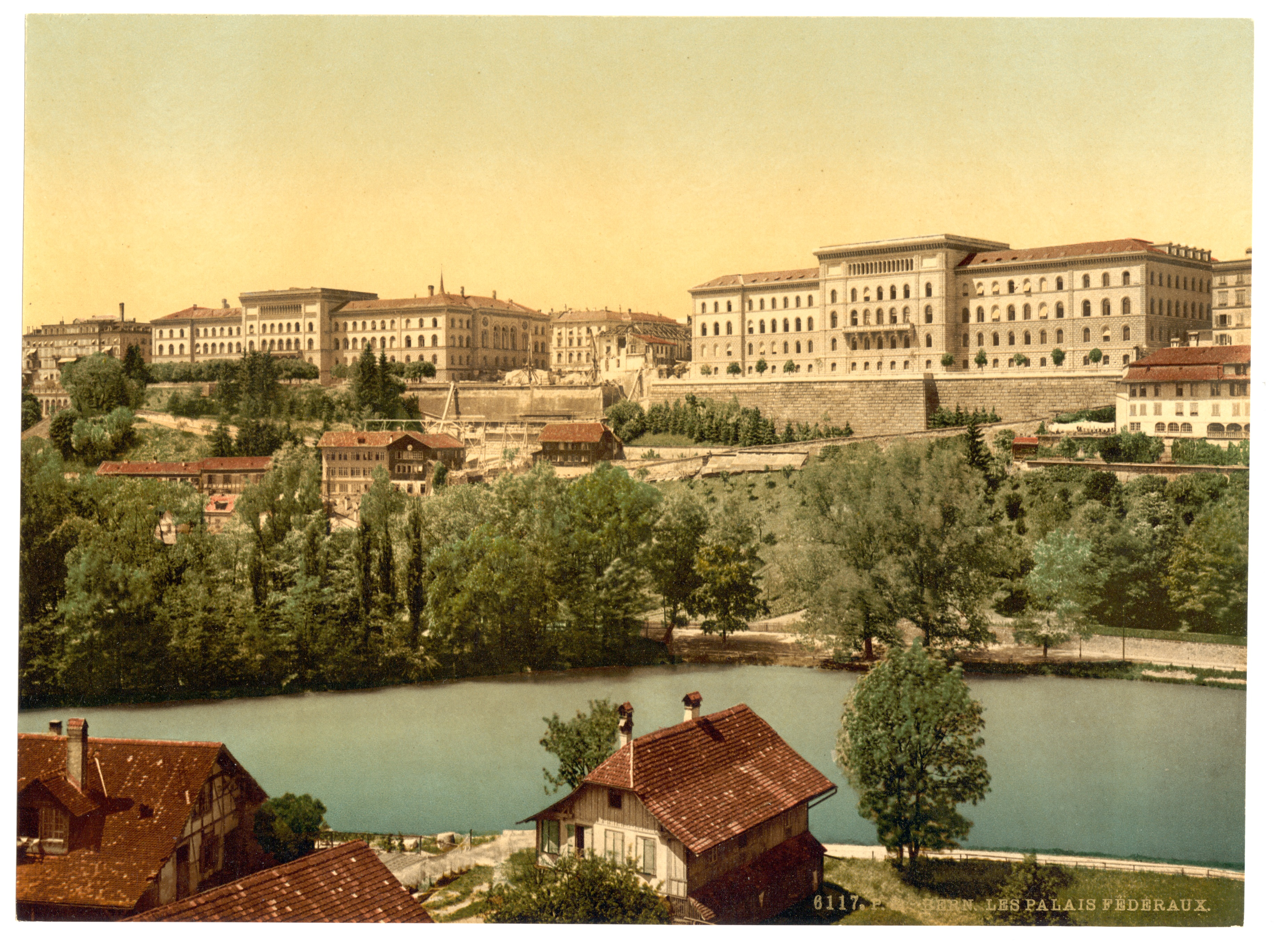
Bundeshäuser West und Ost, dazwischen das alte Casino (1896)

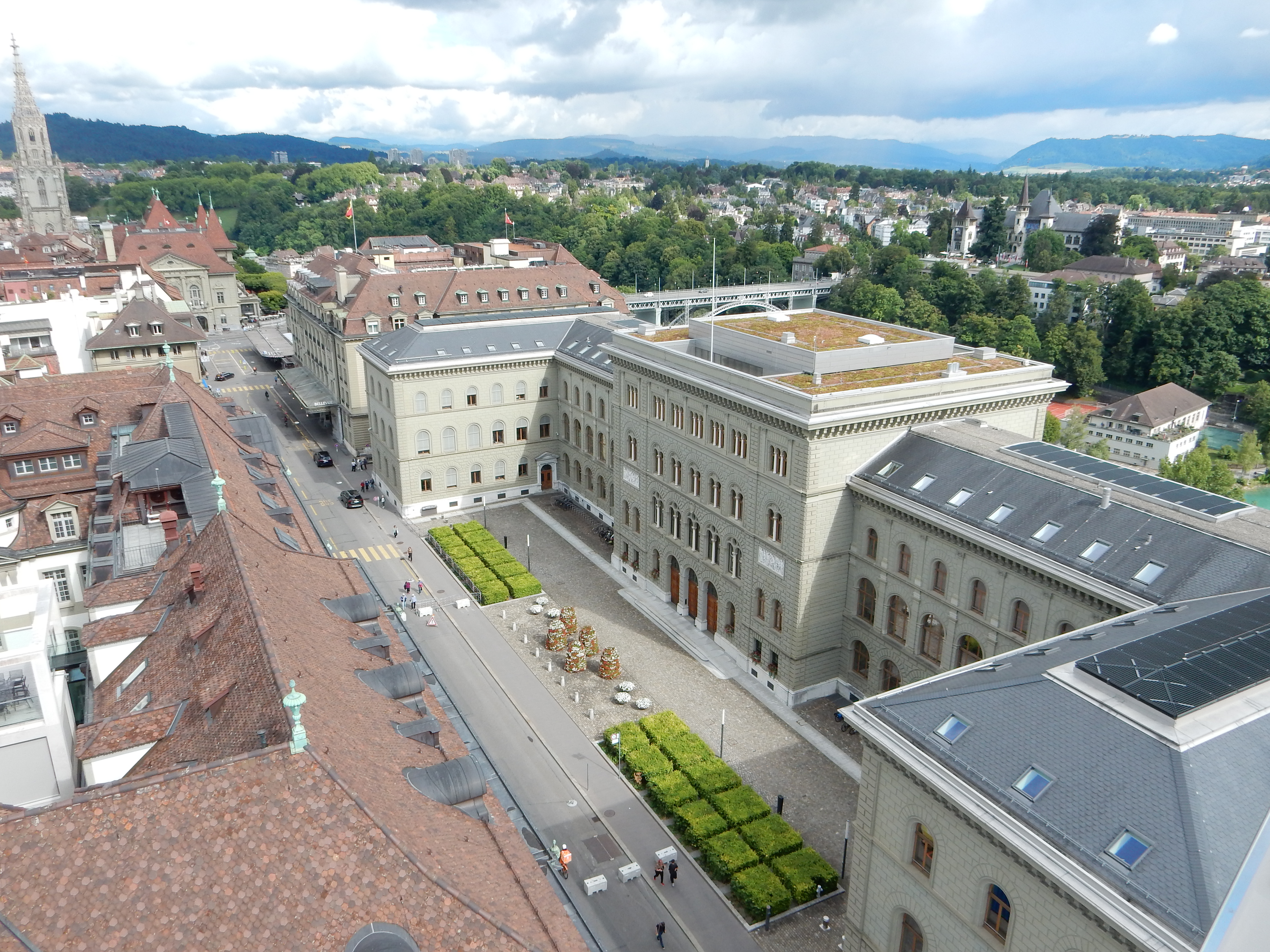
Das Bundeshaus Ost auf der Seite Kochergasse (2025)

Als am 29. Mai 1874 die Totalrevision der Bundesverfassung in Kraft trat, hatte dies eine markante Verlagerung von Kompetenzen von den Kantonen zum Bund zur Folge. Die rasch anwachsende Bundesverwaltung klagte bald über akute Platznot. Der Bundesrat forderte die Stadt auf, für die zahlreichen neuen Bundesämter ausreichend Arbeitsräume zur Verfügung zu stellen. Bern sah sich jedoch nicht in der Lage, diese Forderung zu erfüllen. 1876 trat die Stadt deshalb das Bundes-Rathaus sowie die Verantwortung für Erweiterungs- und Neubauten an den Bund ab. 1861 war das dritte Stockwerk des Mitteltraktes der Bernischen Kunstgesellschaft zur Verfügung gestellt worden. Die Verlegung ihrer Sammlung in das neue Kunstmuseum im Jahr 1879 brachte nur vorübergehend eine Linderung der Platznot.
Ebenfalls 1876 erwarb der Bund die Kleine Schanze westlich des Hotels Bernerhof als Baugrundstück. Er schrieb einen Wettbewerb für ein Verwaltungsgebäude aus, das vom Militär-, vom Eisenbahn- und vom Handelsdepartement genutzt werden sollte. Nur ein Jahr später wurde das Vorhaben aufgegeben; an dieser Stelle steht heute das Weltpostdenkmal. 1880 kaufte der Bund das Gebäude des Inselspitals, das vom Bundes-Rathaus durch das Casino getrennt war. Geplant war zunächst der Umbau des Inselspitals, doch der Nationalrat verlangte einen Neubau. Im Eidgenössischen Oberbauinspektorat reifte die Idee heran, zwischen dem Neubau und dem bestehenden Bundes-Rathaus (also anstelle des Casinos) in einer zweiten Etappe ein Parlamentsgebäude zu errichten. Diesem Vorsatz entsprechend schrieb der Bund am 23. Februar 1885 einen Architektenwettbewerb aus. Preisrichter waren die Architekten Louis Bezencenet, James Édouard Collin, Johann Christoph Kunkler, Heinrich Viktor von Segesser und Arnold Geiser sowie Arnold Flückiger, Adjunkt des Oberbauinspektorats.
Von 36 eingereichten Entwürfen erhielt jener von Alfred Friedrich Bluntschli den ersten und jener von Hans Wilhelm Auer den zweiten Preis. Bluntschli gewichtete die Architektur nach der Aufgabe der Gebäude. Dabei sollte das neue Bundeshaus Ost ein kompakter, bescheidener Verwaltungstrakt sein und das Parlamentsgebäude die Form eines streng klassizistischen griechischen Rundtempels aufweisen. Auer hingegen nahm keine hierarchische Gliederung vor. Er entwarf einen symmetrischen Gebäudekomplex, der das Bundes-Rathaus als Westflügel miteinbezog. Für den Ostflügel übernahm er dessen Rundbogenstil, während er für das Hauptgebäude den Neorenaissancestil vorsah. Entsprechend der damals vorherrschenden und massgeblich von Gottfried Semper geprägten Architekturtheorie kritisierte das Preisgericht Auers Symmetrie als funktional nicht nachvollziehbar. Es bemängelte insbesondere die Kuppel, die nicht über einem würdevollen Ratssaal, sondern über dem profanen Treppenhaus angeordnet sei. Auer hatte sich am Kapitol in Washington, D.C. orientiert und argumentierte, die Kuppel kröne das Parlament als Ganzes und bevorzuge keinen der beiden gleichberechtigten Räte.
Bundesverwaltung und Parlamentarier fanden Gefallen an Auers Kuppelmotiv. 1887 setzte sich die Bundesversammlung über die Entscheidung des Preisgerichts hinweg und vergab den Bauauftrag für das Bundeshaus Ost an Auer. Sie überging Bluntschli mit der Begründung, dass es bei diesem Wettbewerb in erster Linie um die Grunddisposition gegangen sei; über die Gestaltung des Parlamentsgebäudes werde erst zu einem späteren Zeitpunkt entschieden. Das Inselspital, das seit 1884 leer stand, wurde 1887 abgerissen. Die Bauarbeiten am Bundeshaus Ost begannen Ende 1888 und waren im Mai 1892 abgeschlossen. Während beim Bundes-Rathaus (ab 1895 als Bundeshaus West bezeichnet) nur spärlich Marmor als dekoratives Gestein verwendet worden war, wurden im Innern des Bundeshauses Ost neun verschiedene Gesteinsarten verarbeitet. Das umfangreiche Bauprojekt bot die Gelegenheit, das Eidgenössische Oberbauinspektorat zur Direktion für Eidgenössische Bauten aufzuwerten, aus dem sich das heutige Bundesamt für Bauten und Logistik entwickelte.

### Nationaldenkmal als Abschluss: Das Parlamentsgebäude

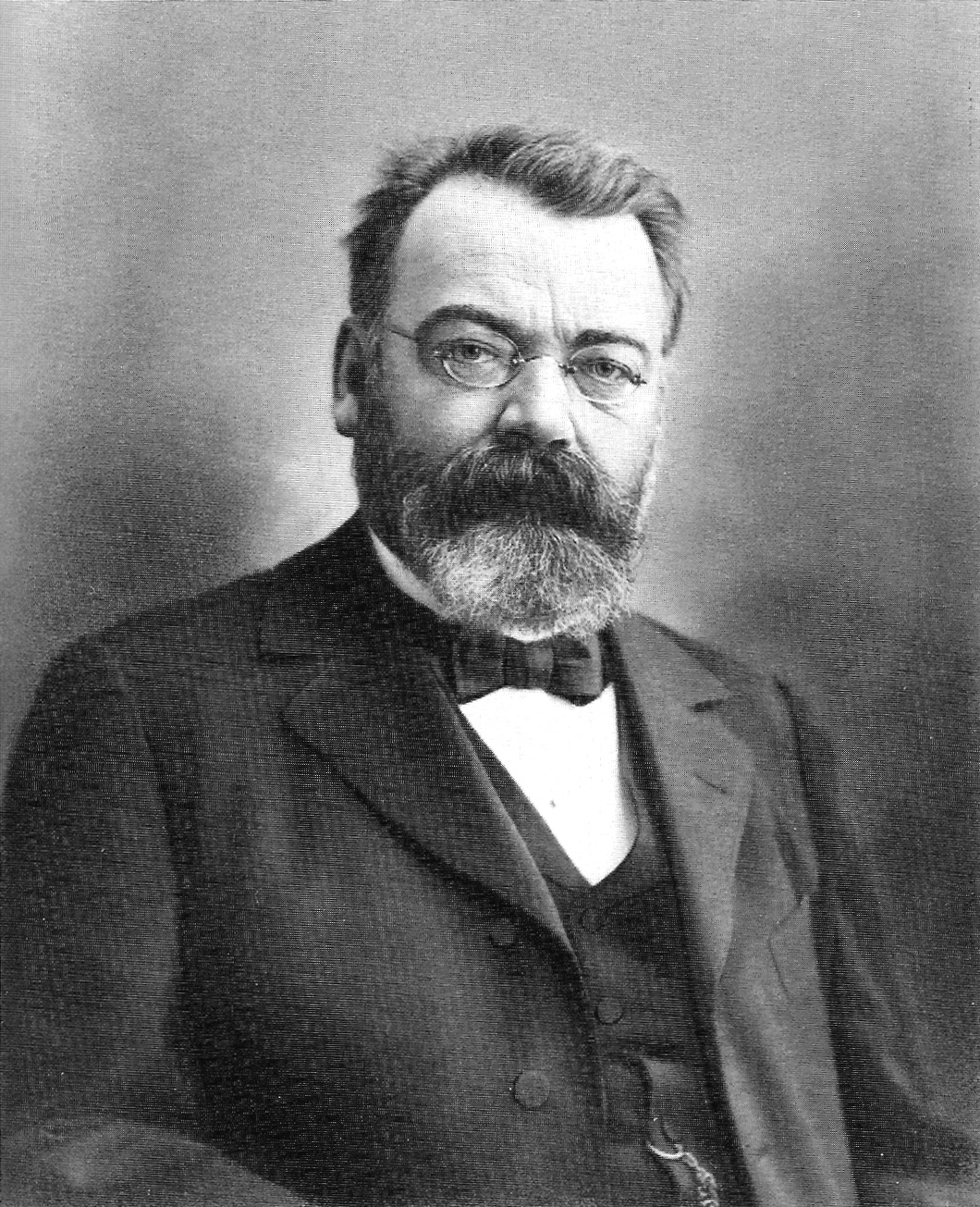
Hans Wilhelm Auer

1891 erhielten die Architekten Auer und Bluntschli die Einladung zu einem weiteren Architektenwettbewerb. Auf ausdrücklichen Wunsch des Bundesrates war das Preisgericht international besetzt. Dessen Mitglieder waren Léo Châtelain, Ernst Jung, Hans Konrad Pestalozzi (Nationalrat und Stadtpräsident von Zürich), Heinrich Reese (Bauinspektor des Kantons Basel-Stadt), Friedrich Wüest (Nationalrat und Stadtpräsident von Luzern) und Arnold Flückiger (Direktor für Eidgenössische Bauten) sowie der Franzose Gaspard André und der Deutsche Paul Wallot (Architekt des Berliner Reichstagsgebäudes).
Bluntschli war sich bewusst, dass das Bundeshaus Ost vollendete Tatsachen geschaffen hatte und dass das Parlamentsgebäude ohne Kuppel kaum zwischen den symmetrischen Bauten auffallen würde. Er gab seine architektonische Zurückhaltung auf und versuchte seinen Konkurrenten mit einem pompösen Kuppelbau zu übertrumpfen, der an den Palais du Trocadéro in Paris erinnerte. Auers Entwurf wirkte im Vergleich dazu gemässigt und zurückhaltend. Gleichwohl konnte sich das Preisgericht zu keiner Entscheidung durchringen, denn es empfand eine Kuppel über einem Vestibülraum weiterhin als «ungeheuerlich». Am 30. Juni 1891 entschied sich der Bundesrat in eigener Kompetenz für Auer. Der Nationalrat gab am 24. März 1893 seine Zustimmung zum entsprechenden Baubeschluss, der Ständerat folgte am 30. März 1894.
Auer erarbeitete die Ausführungspläne und berücksichtigte die Kritik seiner Fachkollegen. Durch die Ausdehnung des Kuppelraums zu einem griechischen Kreuz nahm er diesem den Charakter eines Vestibüls. Die Treppe konzipierte er nach dem Vorbild der Pariser Opéra Garnier als frei im Raum stehendes, brückenartiges Gebilde. Ausserdem nahm er die Anregung der Schweizerischen Bauzeitung auf, der Kuppelhalle durch das Aufstellen von Statuen eine höhere Weihe zu verleihen. Der Bildhauer Anselmo Laurenti fertigte ein Gipsmodell an, das 1895 dem SIA präsentiert und im darauf folgenden Jahr an der Landesausstellung in Genf ausgestellt wurde.

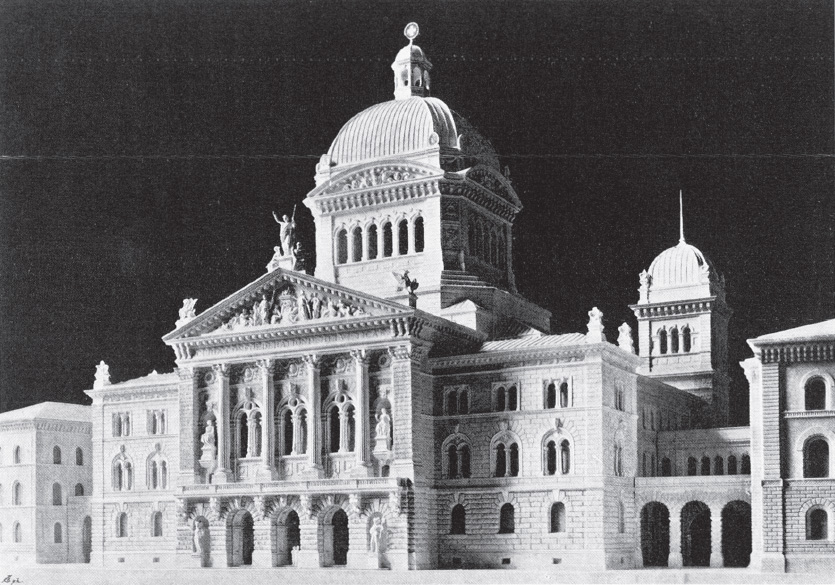
Gipsmodell von Anselmo Laurenti

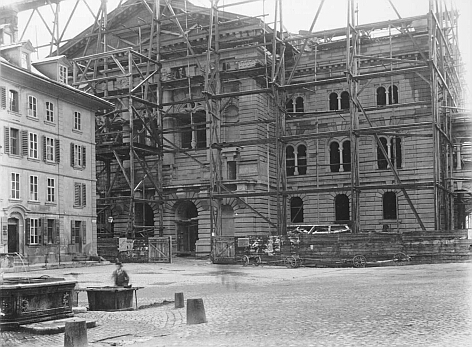
Das Parlamentsgebäude während der Bauphase (1899)

Die Absicht Auers war es, im Parlamentsgebäude die ganze Schweiz sinnbildlich entstehen zu lassen. Um dieses Ziel zu verwirklichen, wies er den Bau- und Dekorationsgesteinen bei seinen Planungen eine zentrale Rolle zu. In diesem Zusammenhang beabsichtigte er eine umfassende nationale Gesteinspräsentation, wobei mit verschiedenartigen Gesteinen alle bekannten und bereits genutzten Vorkommen des Landes repräsentativ in das Gebäude eingebracht werden sollten. Dieses Ziel konnte nicht vollständig erreicht werden, es kamen aber alle bedeutsamen Gesteine der Schweiz zum Einsatz. Diese verkörpern die Vielfalt des Landes nach petrografischen, erdgeschichtlichen und föderalen Gesichtspunkten. Besonders bemerkenswert ist dabei die fast lückenlose Verwendung von Gesteinen, die bereits seit dem 18. Jahrhundert durch die Werkstätten Funk in Bern und Doret in Vevey zu ausschliesslich exklusiven Zwecken eingesetzt wurden. Zusätzlich kamen einige Dekorations- und Bildhauergesteine aus Belgien, Frankreich und Italien zur Anwendung, darunter die für Bildhauerzwecke unverzichtbaren Gesteine Carrara-Marmor und Savonnières-Kalkstein. In der Architektur des Bundeshauses dominieren die Kalksteine des Landes. Weitere eingesetzte Gesteinsgruppen aus Schweizer Steinbrüchen sind Marmore, Sandsteine, Gneise, Granite und Serpentinit.
Insgesamt kamen beim Bau des Gebäudes nicht weniger als 30 Gesteinssorten aus 13 verschiedenen Kantonen und Halbkantonen zur Anwendung. Beinahe sämtliche tektonischen Struktureinheiten der Schweiz sind vertreten, die erdgeschichtlich zwischen fünf und tausend Millionen Jahre zurückreichen: das kristalline Grundgebirge des Aarmassivs und des Gotthardmassivs, das Helvetikum und das Penninikum, die Südalpen, der Kalkstein des Juragebirges sowie die Molasse des Mittellandes. Der aufwändige Umgang mit diesen Gesteinen ist in der Schweizer Architekturgeschichte einmalig.
Auer plante auch die übrige Gestaltung des Bundeshauses. Er suchte die 38 ausführenden Schweizer Künstler zum grössten Teil persönlich aus und verpflichtete sie, nach seinen detaillierten Vorgaben zu arbeiten. Sein Vorgehen entsprach jenem seines Lehrers Theophil von Hansen, der für das Wiener Parlamentsgebäude ebenfalls ein ikonografisches Programm aufgestellt und rigoros durchgesetzt hatte. Bei der Auswahl der Künstler hatte Auer jedoch nicht in allen Fällen freie Hand. Bundesrat Adrien Lachenal, dessen Departement des Innern unter anderem für das Bauwesen und die Kunst zuständig war, vergab einige Aufträge selbst, da seiner Meinung nach die Romandie zu wenig berücksichtigt worden war. An den Bauarbeiten waren ausschliesslich Schweizer Unternehmen beteiligt. Mit einer reichhaltigen und symbolträchtigen Ikonografie, welche die Geschichte, die Verfassungsgrundlagen und die Tätigkeiten der Einwohner des Landes darstellt, schuf Auer ein Schweizer Nationaldenkmal.
Der Bund kaufte der Stadt die Casino-Liegenschaft ab, woraufhin am 5. September 1894 die Bauarbeiten am Parlamentsgebäude begannen. Die Bundesterrasse auf der Südseite wurde erweitert, jedoch nicht wie ursprünglich geplant bis zur Kirchenfeldbrücke durchgezogen. Am 11. April 1900 konnte die Aufrichte der grossen Kuppel gefeiert werden. Anlässlich einer offiziellen Feier erfolgte am Vormittag des 1. April 1902 die Übergabe des Parlamentsgebäudes. Die Baukosten für das Parlamentsgebäude betrugen 7,2 Millionen Franken (nach heutigem Wert etwa 700 Millionen). Davon entfielen 16,2 % auf die künstlerische Ausstattung.

### Nutzungsänderungen

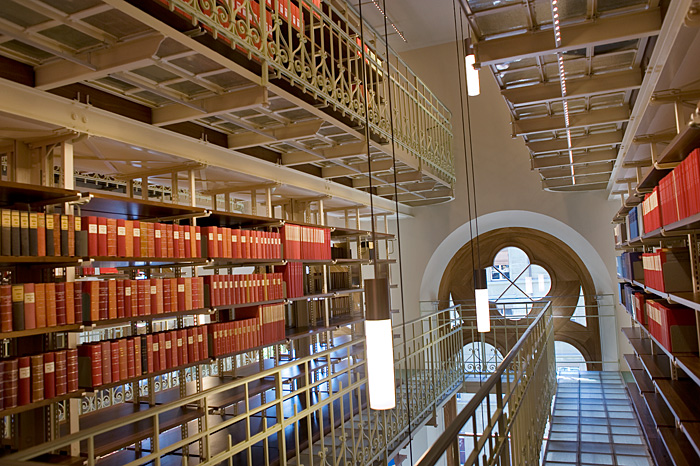
Die Parlamentsbibliothek im ehemaligen Nationalratssaal

Nach der Eröffnung des Parlamentsgebäudes wurden die beiden Ratssäle im Bundeshaus West aufgehoben; die ursprüngliche Nutzung lässt sich nur noch erahnen. Anstelle des Ständeratssaales entstanden Büroräume und ein Postschalter (bis 2005 in Betrieb). Der ehemalige Nationalratssaal wurde verkleinert und durch eine Eisenkonstruktion mit Treppen und Umgängen weiter unterteilt. Seit 1904 ist hier eine Bibliothek untergebracht, die Mitarbeitern der Bundesverwaltung und Parlamentariern zur Verfügung steht.
Im Laufe der Zeit musste die Raumnutzung des Parlamentsgebäudes immer wieder den sich ändernden, oftmals kurzfristigen Bedürfnissen angepasst werden. Neben notwendigen technischen Verbesserungen wurden aber insbesondere in den 1960er Jahren dem damaligen Zeitgeist entsprechende Umgestaltungen vorgenommen. In zahlreichen Zimmern verdeckte man Gewölbe, Decken und Wandgliederungen oder brach sie ab. Durch das Überstreichen der farbigen Tapeten mit weisser Farbe und dem Ersatz von Stuck durch Gipskartonplatten wurden vermeintlich moderne Räume geschaffen. 1965 nahmen Radio und Fernsehen im dritten Stockwerk über dem Ständeratssaal das Bundeshausstudio in Betrieb, wofür der Einbau einer massiven, weit gespannten Betondecke notwendig war. Da auch die Dachräume immer intensiver genutzt wurden, schien es angebracht, die Lünettenfenster zur Kuppelhalle zu vermauern. Dies hatte zur Folge, dass kein natürliches Licht mehr einfiel und die Halle dadurch düster wirkte.

### Umbauten, Restaurierungen und Renovationen
Der Architekt Martin Risch präsentierte 1950 ein Umbauprojekt, mit dem die Platzprobleme der Bundesverwaltung hätten bewältigt werden sollen. Gemäss seiner Idee wäre die Kuppel entfernt und durch einen quadratischen Turm ersetzt worden, in dem Büros untergebracht worden wären.
Nachdem 1971 die Schweizer Männer dem Frauenstimmrecht zugestimmten hatten, waren somit bei den Eidgenössischen Wahlen 1971 erstmals Frauen wahlberechtigt und wählbar. Elf Frauen wurden in den Nationalrat gewählt, eine Frau in den Ständerat. Die National- und Ständerätinnen litten unter der für Männer ausgerichteten Infrastruktur im Bundeshaus. So stand den Parlamentarierinnen nur eine Damentoilette zur Verfügung. Erst 2008 wurden von überall her gut erreichbare Frauentoiletten installiert. Seit 2019 findet sich im Gebäude auch ein Still- und Wickelzimmer. Eine Kinderbetreuung gab es auch 2025 noch nicht.
1991 beschloss die mit der Ausarbeitung einer Parlamentsreform beauftragte Kommission des Nationalrates, eine weitgehende Erweiterung der Räumlichkeiten für das Parlament zu prüfen. In einem Projektwettbewerb obsiegte das Projekt von Mario Botta für einen Erweiterungsbau in Form eines zitadellenartigen Bauwerks am Hang unterhalb des Parlamentsgebäudes. Gegen das Projekt wurden massive denkmalschützerische und städtebauliche Bedenken laut. Das Vorhaben wurde schliesslich vom Nationalrat am 17. März 1993 auf Antrag der Parlamentsreform-Kommission mit der Begründung der schlechten Finanzlage des Bundes abgebrochen.
Im Herbst 1993 erfuhr der Nationalratssaal erstmals seit seiner Einweihung eine umfassende Restaurierung. Aus diesem Grund hielten die Räte in Genf zum ersten Mal überhaupt eine Session ausserhalb von Bern ab (Session «extra muros»). 1999 beschloss die Bundesversammlung auf Anregung von Ständerat Dick Marty, die Frühjahrssession 2001 in Lugano durchzuführen. Dadurch war es möglich, auch den Ständeratssaal zu restaurieren.
Die unterschiedlichen Ansprüche von Parlamentariern, Medien und Verwaltung bei der Nutzung des Bundeshauses führten zu immer grösseren organisatorischen Problemen. Die Fraktionen bemängelten fehlende Räume für Sitzungen und Sekretariate, die individuellen Arbeitsplätze der Parlamentarier lagen zu weit von den Ratssälen entfernt im Dachgeschoss des Bundeshauses Ost. Ausserdem stand die Gesamterneuerung der Haustechnik an. Das Parlamentsgebäude sollte wieder hauptsächlich die Bedürfnisse der Ratsmitglieder befriedigen, ausserdem sollte das architektonische und künstlerische Konzept von Hans Wilhelm Auer wieder stärker zur Geltung kommen. Die erste Etappe bildete die Auslagerung der Arbeitsplätze der Medienschaffenden. Zu diesem Zweck entstand zwischen Oktober 2003 und Mai 2006 in den Gebäuden Bundesgasse 8–12 (gegenüber dem Bundeshaus West gelegen) ein neues Medienzentrum; die Bau- und Ausstattungskosten betrugen 42,5 Millionen Franken. Die Arbeiten am Bundeshaus West begannen im Februar 2005 und dauerten etwas mehr als drei Jahre. Im Vordergrund standen die Sanierung der Fassade und des Daches. Hinzu kamen die Schaffung neuer Arbeitsräume, ein Umbau des Dachgeschosses sowie diverse Sicherheits- und Brandschutzmassnahmen.
Unter der Leitung des Architekturbüros Aebi & Vincent begann im Juni 2006 die erstmalige umfassende Renovation und Restaurierung des Parlamentsgebäudes. National- und Ständerat hatten dafür im Rahmen der zivilen Bauprogramme 2004 und 2006 insgesamt 83 Millionen Franken bewilligt. Inflation und diverse Zusatzkosten mit eingerechnet, betrugen die Kosten schliesslich 103 Millionen Franken.
Im dritten Stockwerk entstanden Arbeitsräume für die Parlamentarier, Sitzungszimmer für die Fraktionen und ein multifunktionaler Konferenzsaal. Das Öffnen der Lünettenfenster (rückseitig durch Oberlichter erhellt), die Reinigung der Innenwände von Schmutz, die Ausbesserung von Rissen und das Entfernen von jüngeren Möblierungen verwandelten die Kuppelhalle wieder in einen hellen Tageslichtraum mit repräsentativer Wirkung. Verlängerte Wendeltreppen und neue Lifte verbesserten die Vertikalerschliessung. Unter dem Nationalratssaal entstand ein neuer Besuchereingang, darunter ein neues Technikgeschoss mit Informatikraum. Im Allgemeinen galt der Grundsatz, modernere Einbauten zu entfernen und die Originalausstattung stärker zur Geltung zu bringen. Die Gebäudehülle wurde mitsamt der Sandsteinfassaden, der Simse und Figuren, des Daches und der Kuppeln, der Oberlichter und der Beleuchtung umfassend saniert. Im Nationalratssaal erneuerte man die Haustechnik, die Abstimmungsanlage, die Übersetzunganlage und die Oberflächen. Während der intensivsten Umbauphase führten National- und Ständerat die Herbstsession 2006 in Flims durch. Die offizielle Einweihung des sanierten Parlamentsgebäudes erfolgte am 21. November 2008 mit einem Festakt.
Im Sommer und Herbst 2011 wurde der Ständeratssaal saniert, von September 2012 bis März 2016 erfolgte zum Abschluss die Sanierung des Bundeshauses Ost. Neben einer punktuellen Sanierung der Gebäudehülle gehörte dazu insbesondere die umfassende Sanierung der Innenräume mit einer Bereinigung der Raumstruktur sowie die Erneuerung der Haus- und Sicherheitstechnik. Im Zusammenhang mit dieser Sanierung legten Bauarbeiter im Herbst 2012 die Gewölbekeller des früheren Inselspitals frei. In den massiven Räumen aus grossen Sandsteinblöcken lagerten einst die Naturalien, die der Finanzierung des Spitals und der Versorgung der Patienten dienten.
Im Sommer 2019 wurde der Besucher-Eingang, Seite Bundesterrasse, aufgrund von sicherheitstechnischen Überlegungen umgebaut. Zum 175. Jubiläum der Bundesverfassung wurde am 12. September 2023 das Kunstwerk «Tilo», welches auf dem Giebelfeld des Parlamentsgebäudes errichtet wurde, eingeweiht. Der Titel des Werks ist eine Hommage an die erste schwarze Nationalrätin Tilo Frey. Entworfen wurde das Werk vom Basler Künstlerduo Renée Levi und Marcel Schmid, umgesetzt von einer Sarner Keramikmanufaktur in Handarbeit.

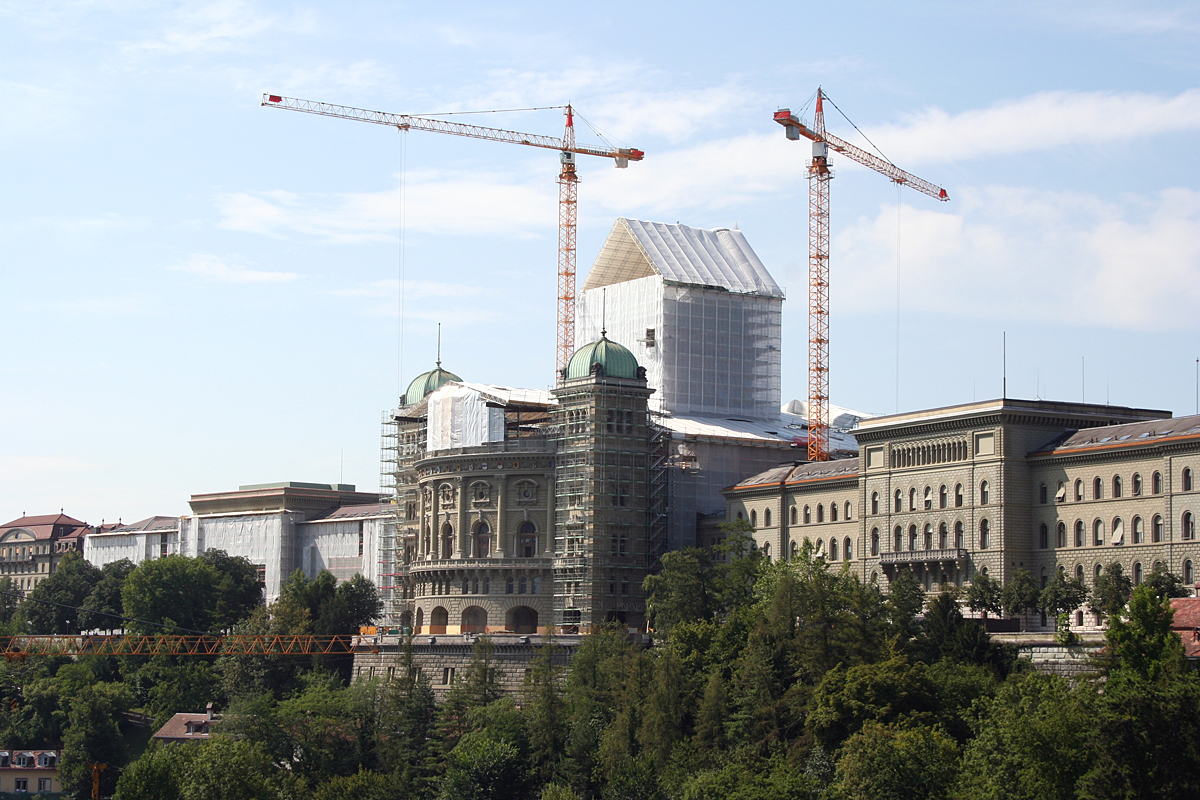
Renovationsarbeiten (August 2006)
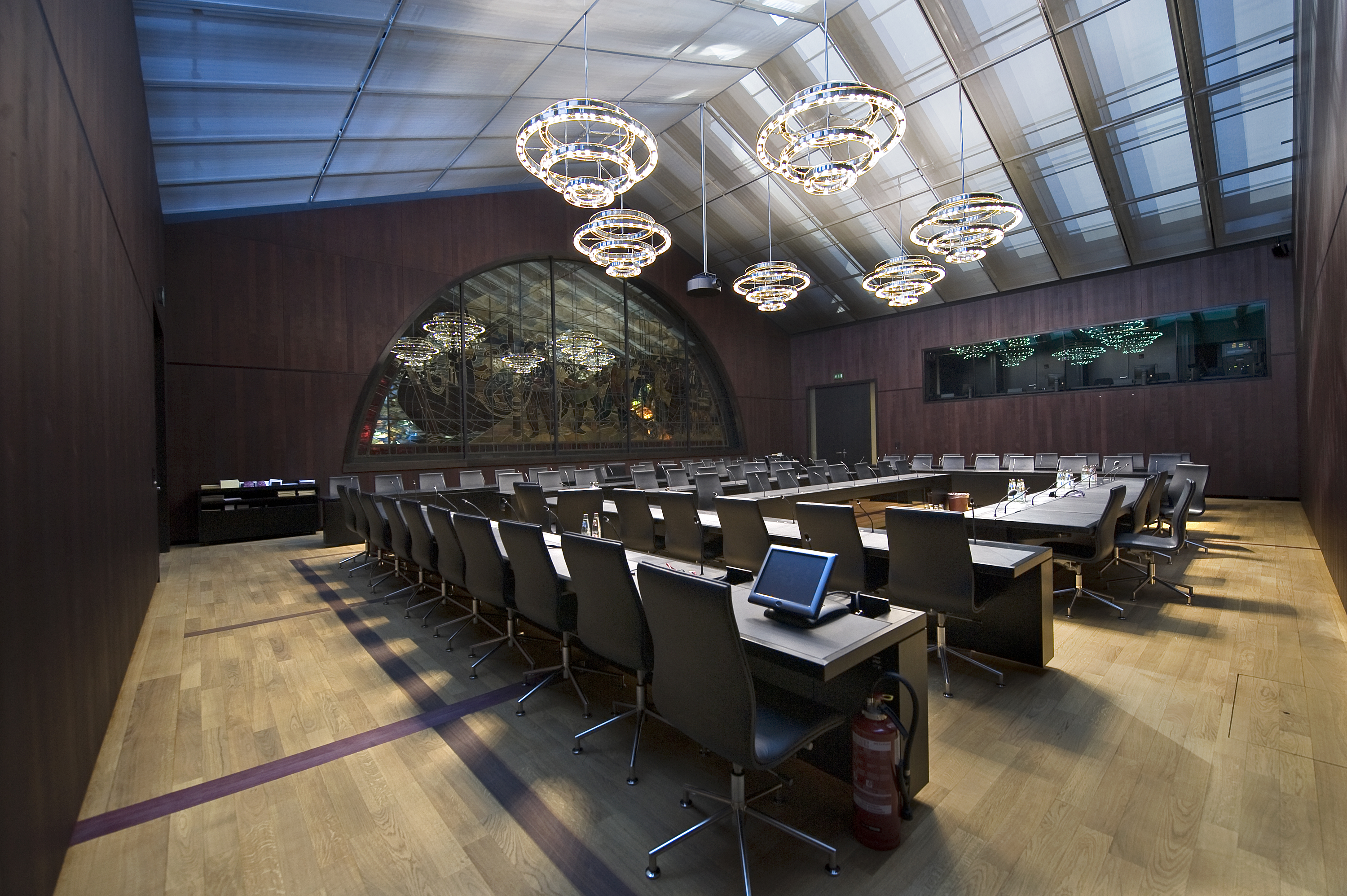
Eines der neu geschaffenen Fraktions-Sitzungszimmer im dritten Stockwerk des Parlamentsgebäudes
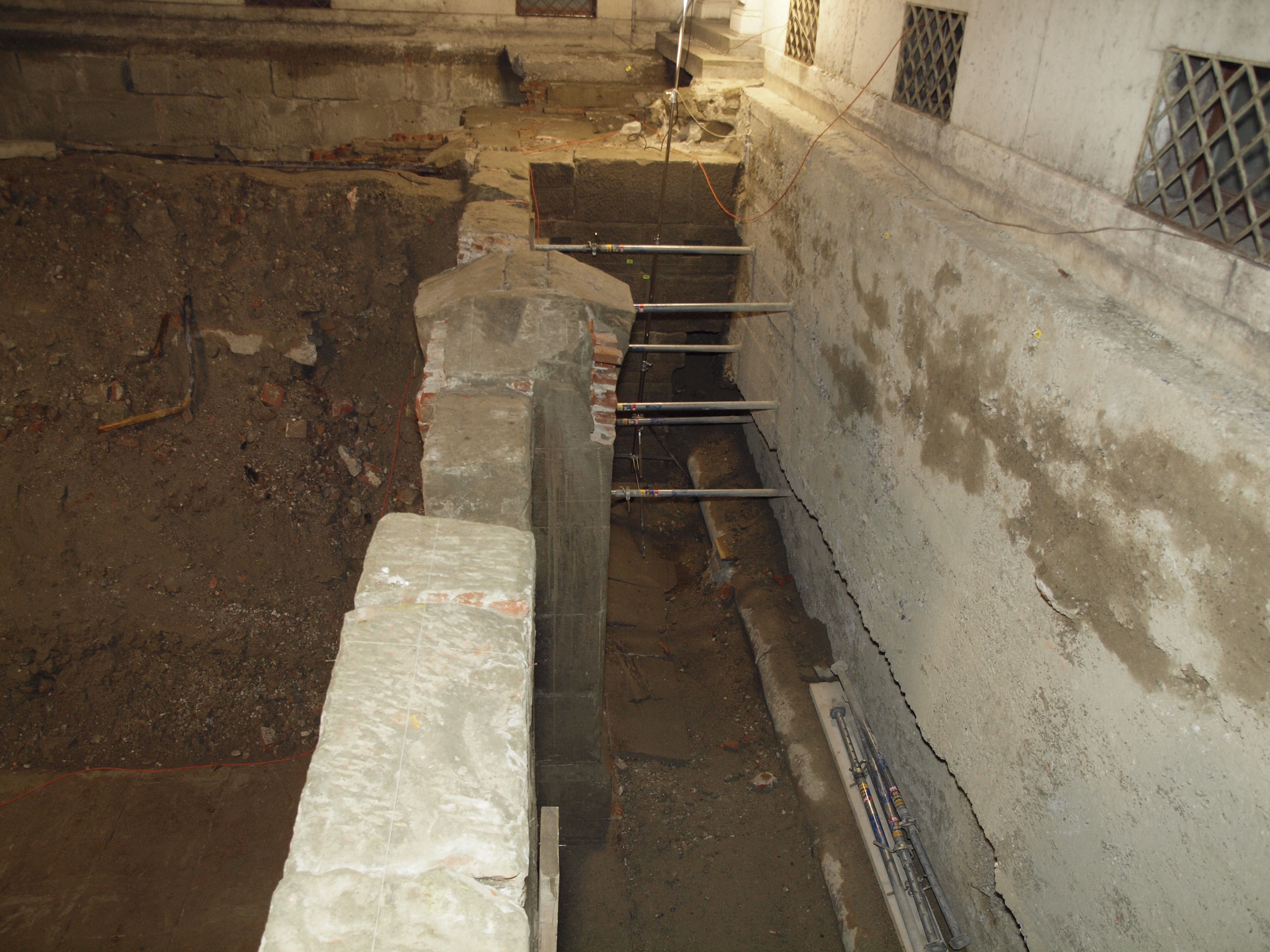
Ausgrabung des Inselspital-Kellers (November 2012)
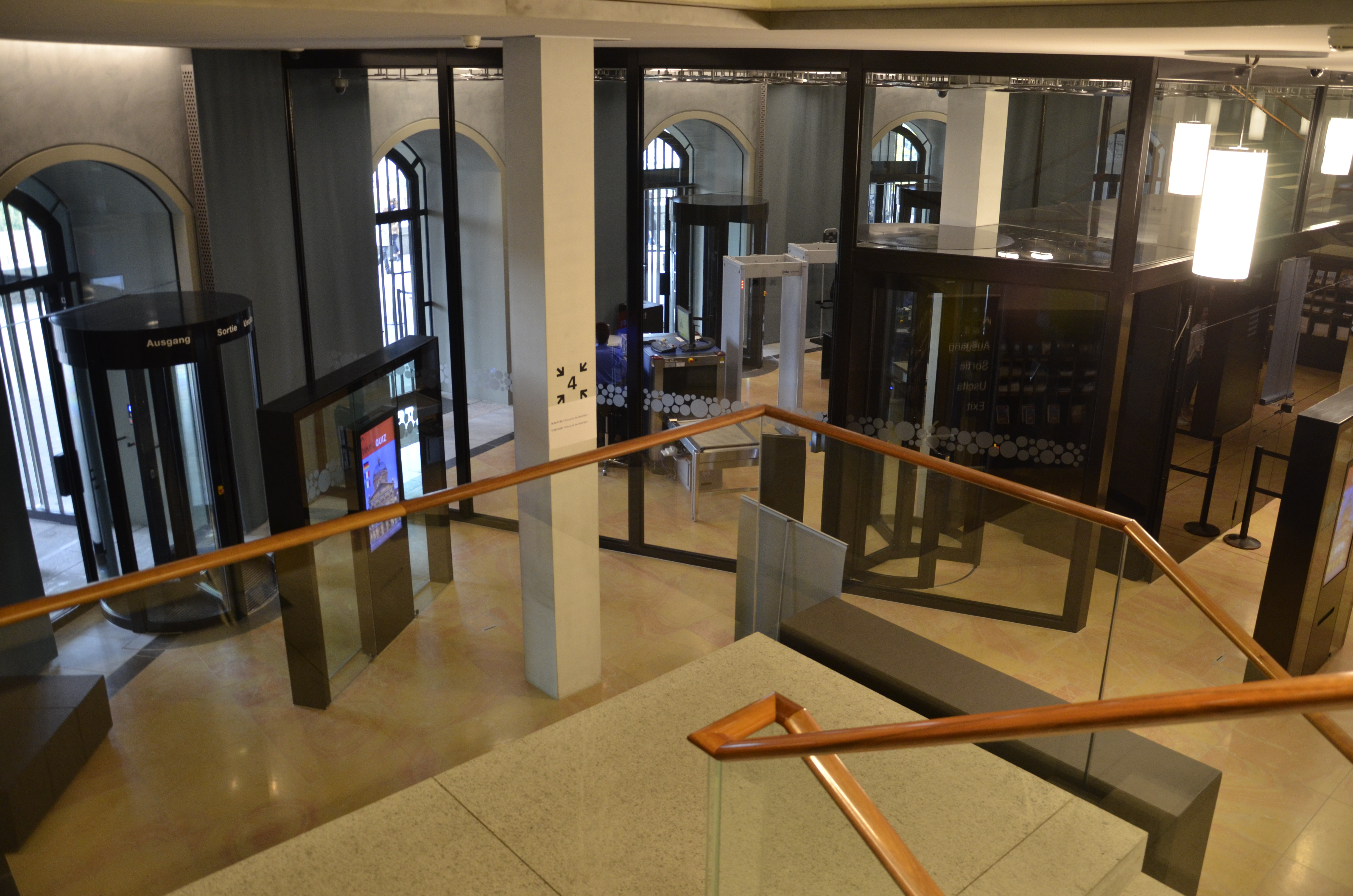
Der 2019 umgebaute Besucher-Eingang

## Parlamentsgebäude
Hans Wilhelm Auer entwarf für das Parlamentsgebäude ein Bildprogramm, das drei Themen umfasst. Erstens wird die nationale Geschichte anhand von Gründungsmythen, wichtigen Institutionen, Personen, Orten und Daten dargestellt. Zweitens werden die verfassungsmässigen Grundlagen hervorgehoben, ebenso deren Schutz und allgemeine Staatstugenden. Drittens präsentieren Architektur und Ausstattung die kulturelle, materielle, politische, geographische und wirtschaftliche Vielfalt der Schweiz. Schon 1885 hatte Auer im Erläuterungsbericht seines ersten Entwurfs seine Absicht deutlich gemacht:
«Es gilt ein Werk zu schaffen, das dem Lande zu unvergänglichem Ruhme dient, ein Symbol schweizerischer Einheit und Einigkeit, die höchste Bethätigung des nationalen Kunstsinns … Hier, angesichts der Alpenkette … erhebe sich das schweizerische Capitol … ein Monument ihrer festgegründeten Institutionen, ihrer gesicherten Zustände, ihres gesegneten Wohlstandes, der Ausdruck des Bewusstseins ihrer nationalen Kraft und ihrer staatlichen Nothwendigkeit.»

### Fassade und Kuppel
Das Parlamentsgebäude präsentiert sich als längsrechteckiger Bau, auf den ein Tambour mit markanter Kuppel aufgesetzt ist. Ein tempelartiger Portikus ist der Nordfassade vorgelagert, während die Südfassade zwei Ecktürme und eine breite Ausbuchtung in der Mitte aufweist. Die Gebäudehülle besteht zum grössten Teil aus massiven, ebenflächigen Quadern aus Berner Sandstein mit breiten Fugen, die Sockel aus Kalksteinen unterschiedlicher Helligkeit und Herkunft.

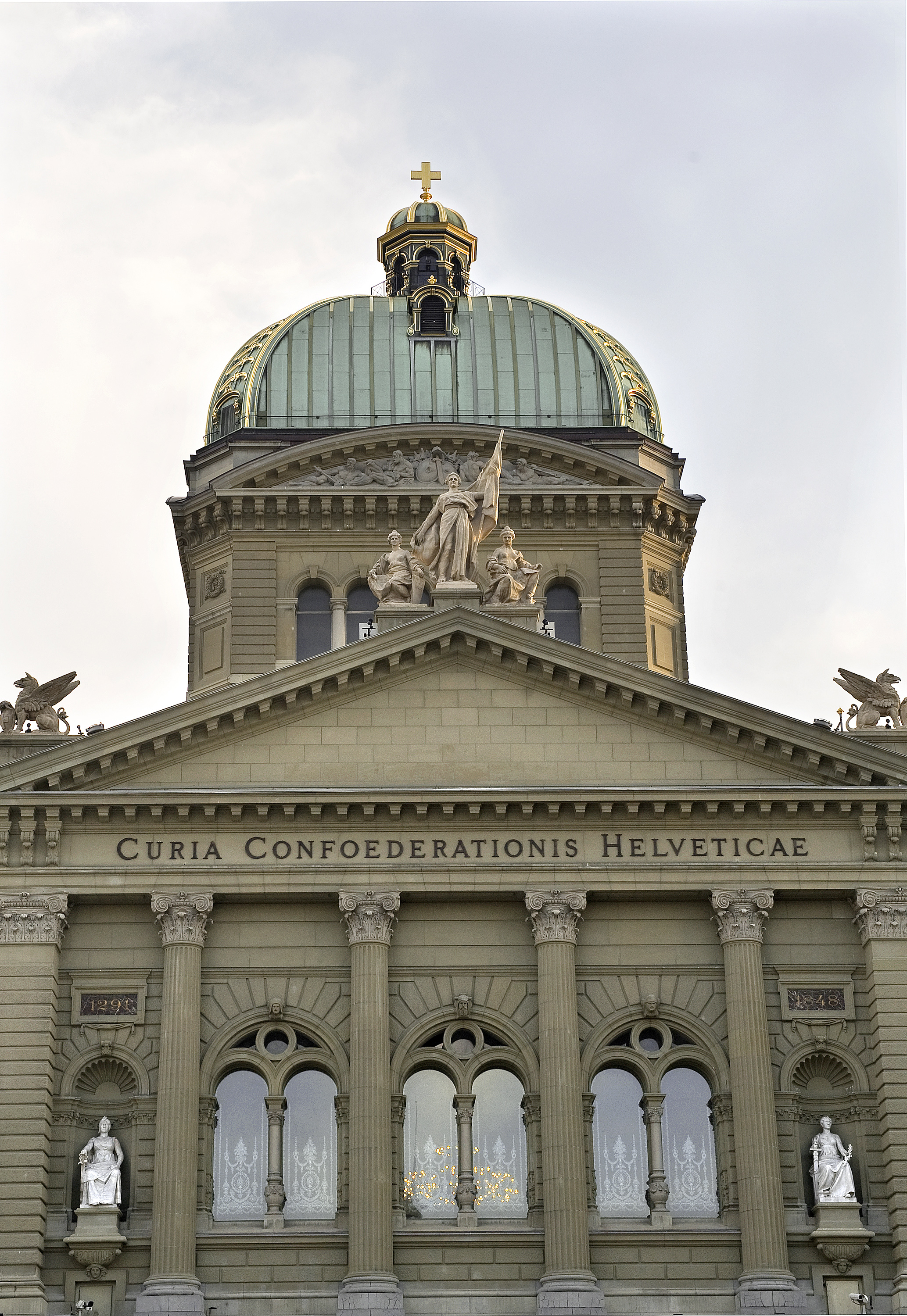
Detailansicht des Portikus und der Kuppel, bevor 2023 im Giebeldreieck ein neues Kunstwerk installiert wurde

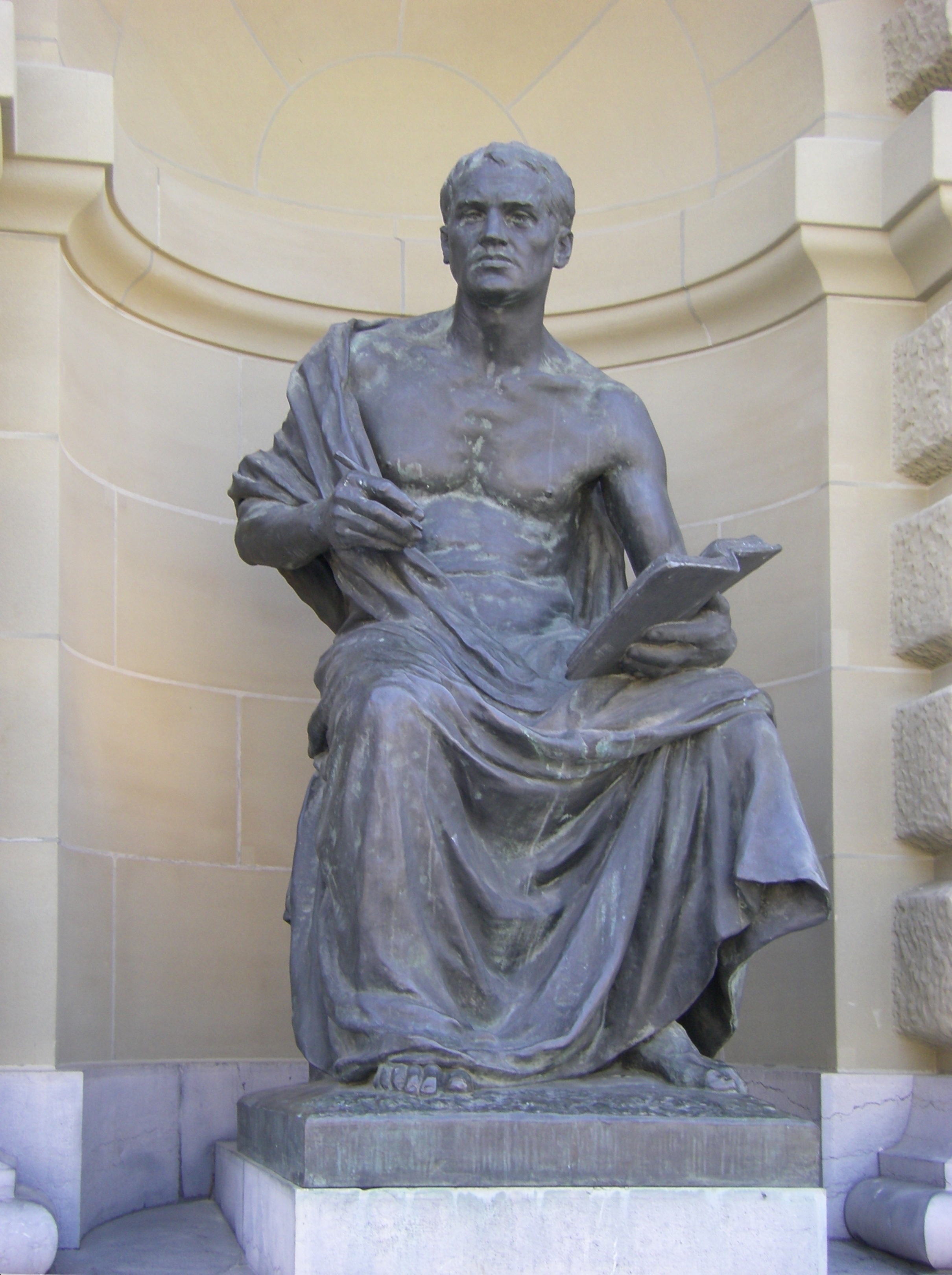
Geschichtsschreiber der Gegenwart

Die mit Kupfer verkleidete Kuppel hatte in den ersten Jahren nach ihrer Fertigstellung einen roten Farbton, nach etwa einem Vierteljahrhundert bildete sich aber die charakteristische türkisgrüne Patina. Die Gewölberippen sind mit Blattgold überzogen. Zuoberst auf der Kuppel, auf der Laterne in rund 60 Metern Höhe, ist ein vergoldetes Schweizerkreuz befestigt. Getragen wird die Kuppel von einem quadratischen Tambour mit 22 Fenstern (was der damaligen Anzahl der Kantone entspricht). Über den Fenstern sind segmentförmige Giebelreliefs von Richard Kissling angebracht, die Wachsamkeit symbolisieren: Auf der Westseite ist eine «Hochwacht» mit Adlerhorst zu sehen, auf der Ostseite eine «Hügelwacht» mit dem Holzstoss eines Signalfeuers, auf der Nord- und auf der Südseite je eine «Talwacht» mit Wächtern, die um einen Stapel Waffen lagern.
Der Giebel des Portikus hat die Form eines stumpfwinkligen Dreiecks. Darunter ist der Schriftzug Curia Confoederationis Helveticae («Rathaus der Schweizerischen Eidgenossenschaft») zu lesen. Ursprünglich sollte das Giebelfeld mit einem künstlerischen Schmuck versehen werden, es blieb aber bis 2023 leer. Aus Anlass des 175-Jahr-Feier der Bundesverfassung am 12. September 2023 wurde das Tympanon mit dem Kunstwerk «Tilo» des Künstlerpaars Renée Levi und Marcel Schmid versehen. Es besteht aus 246 Keramikkacheln (Anzahl der Mitglieder in National- und Ständerat); der Name erinnert an die erste schwarze Nationalrätin Tilo Frey. Auf einem Podest an der Spitze des Giebels steht eine Statuengruppe des Bildhauers Rodo. Die mittlere Figur, die den Namen Politische Unabhängigkeit trägt, stellt Helvetia dar, die weibliche Personifikation des schweizerischen Bundesstaates. Aufrecht stehend, umfasst sie mit der linken Hand eine Fahnenstange, während sie mit der rechten Hand das wehende Fahnentuch hält. Flankiert wird sie von zwei sitzenden allegorischen Frauenfiguren. Zur Linken ist dies die Exekutive mit Federkiel und Papier, zur Rechten die Legislative mit Richtmass und Schild mit der Aufschrift Lex («Gesetz»). Zwei Greifen von Anselmo Laurenti auf den Eckpilastern des Giebels bewachen diese Grundlagen des Staates; der linke steht für Kraft, der rechte für Intelligenz.
Vier komposite Säulen unterteilen den Portikus in fünf Felder. In den drei mittleren Feldern sind die mit Rosetten versehenen Rundbogenfenster des Ständeratssaales zu finden. Ihre von Joseph Vetter gestalteten Schlusssteine weisen die Form behelmter Kriegerköpfe auf, die drei alte Volksstämme der Schweiz repräsentieren; von links nach rechts ein Alemanne, ein Burgunder und ein Langobarde. Zwei allegorische Statuen von James Vibert besetzen die Nischen neben den Fenstern. Die Frauenfigur links, mit zwei gesprengten Handfesseln an einer Kette, verkörpert die Freiheit; in einem Feld darüber erinnert in goldenen Lettern die Jahreszahl 1291 an den Rütlischwur. Die rechte Frauenfigur hält als Verkörperung des Friedens einen Palmzweig und ein Schwert in ihren Händen; die goldene Jahreszahl 1848 im Feld darüber weist auf die Annahme der Bundesverfassung hin.

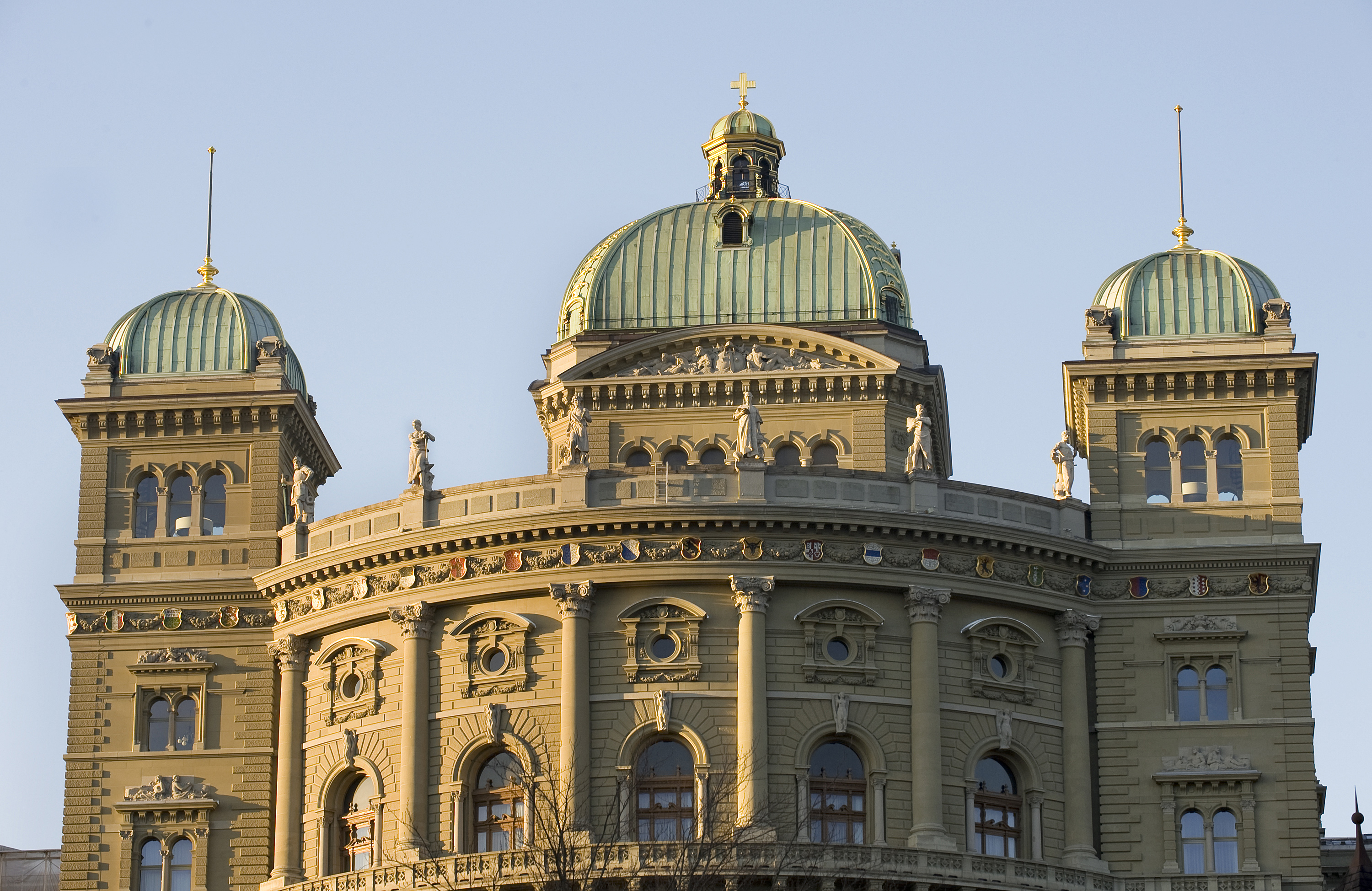
Detailansicht der Südfassade

Ebenfalls fünfteilig ist der Eingangsbereich. Drei Portale führen ins Innere des Parlamentsgebäudes, in den beiden Nischen daneben sind Statuen von Maurice Reymond aufgestellt. Links hält der Geschichtsschreiber der Vergangenheit, ein lesender Greis, den eintretenden Parlamentariern ein Geschichtsbuch entgegen, als Wegleitung für ihre Handlungen. Rechts erinnert ein schreibender junger Mann, der Geschichtsschreiber der Gegenwart, dieselben Parlamentarier daran, dass ihre Beschlüsse dauerhaft in die Geschichte eingehen werden. Reymond schuf auch die Schlusssteine über den Eingangspforten. Männerköpfe sollen die Eintretenden an Tugenden erinnern; links der Kopf mit Wolfsfell an den Mut, in der Mitte der Kopf mit Ähren und Eichenlaub im Haar an die Weisheit und rechts der Kopf mit Stierkappe an die Kraft.
Über einem durchgehenden Balkongesims gliedern sechs komposite Säulen den gerundeten Teil der Südfassade. Auf Pilastern auf der Attika stehen sechs Statuen, die verschiedene Vertreter des Volkes und ihre Berufe darstellen. Es sind dies von links nach rechts ein Krieger, ein Handwerker, ein Künstler, ein Gelehrter, ein Kaufmann und ein Bauer. Karl Alfred Lanz schuf die ersten drei Statuen, die übrigen stammen von Natale Albisetti. Die Wappen der 23 Kantone schmücken das Kranzgesims unter der Attika (die Halbkantone teilen sich je ein Wappen). Von Raimondo Pereda stammen die Bekrönungen der Fenster auf beiden Hauptgeschossen der Ecktürme. Sie stellen Handel, Wissenschaft, Industrie und Kunst dar – die wichtigsten Berufszweige der hier tätigen Parlamentarier. Geflügelte Frauenfiguren von Rodo zieren die Schlusssteine der Rundbogenfenster; ihre symbolische Aufgabe ist es, die Beschlüsse des Parlaments ins Land hinaus zu tragen.

### Kuppelhalle
Architektonischer Mittelpunkt und wichtigster Raum des Parlamentsgebäudes ist die sakral wirkende Kuppelhalle, die den Eingangsbereich mit den Räumen des Nationalrates und des Ständerates verbindet. Allein hier wurden 15 verschiedene Gesteinssorten verarbeitet; hauptsächlich Kalksteine, aber auch Marmore und Granite. Der Grundriss der Halle weist die Form eines griechischen Kreuzes auf. Tonnengewölbe erheben sich über den stumpfen Kreuzenden. Überwölbt wird die Halle von einer Glaskuppel, über der sich wiederum die Kuppel des Parlamentsgebäudes erhebt. Auer konzipierte die frei im Raum stehende Treppe so, dass er dem Treppensteigen einen zeremoniellen Charakter verlieh. Er wies in seiner architektonischen Inszenierung den hier durchschreitenden Volksvertretern die Rolle von Priestern zu, die mit ihren parlamentarischen Handlungen die Nation stets aufs Neue zu stiften haben.

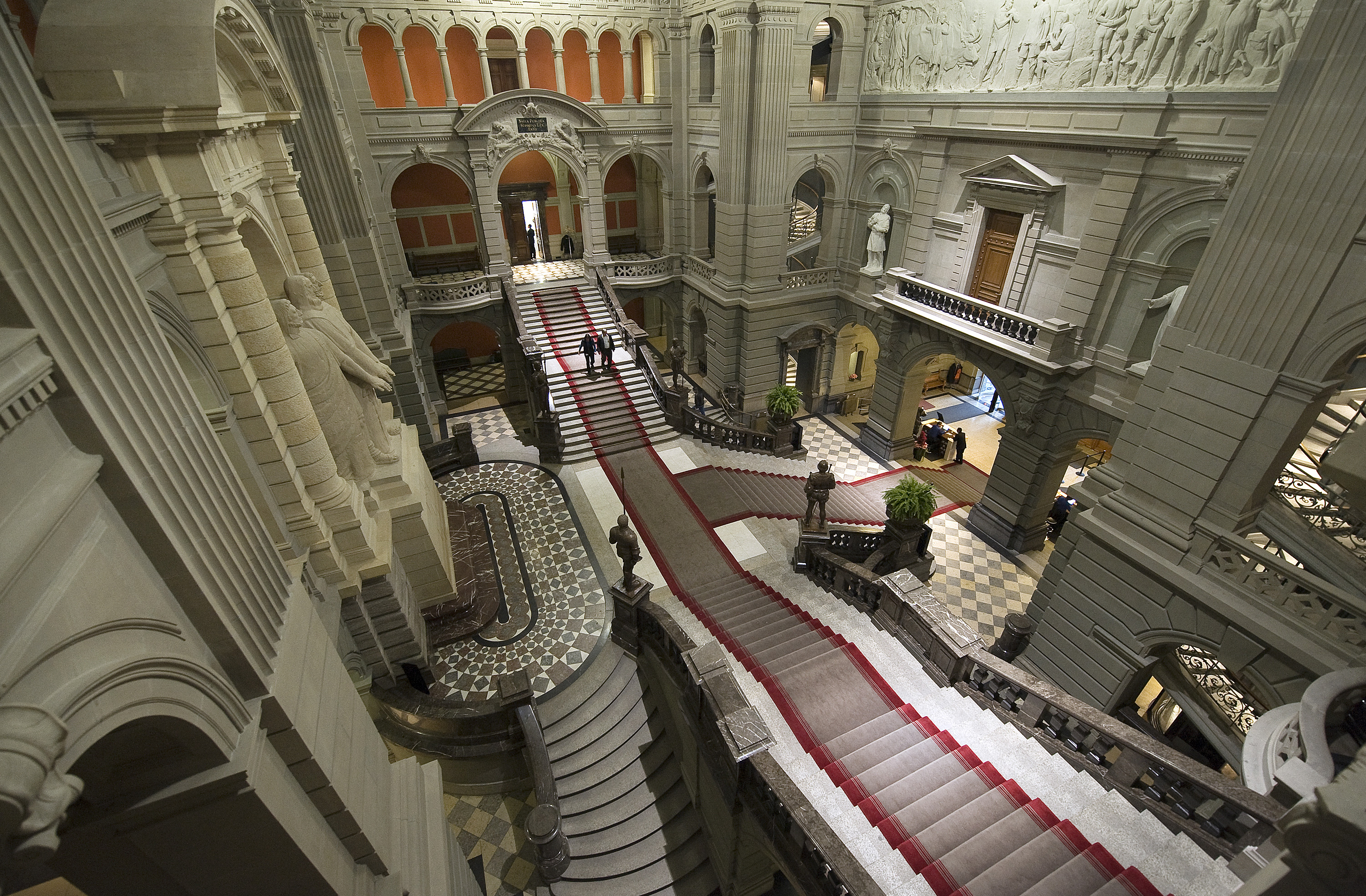
Unterer Teil der Kuppelhalle in der Übersicht

Die vorgelagerte kleine Eingangshalle ist ein betont nüchtern gehaltenes Ensemble von Gesteinen mit unaufdringlicher Farbgebung. Dadurch sollen die Blicke der Besucher auf die dahinter liegende Kuppelhalle gelenkt werden. Links und rechts des Treppenabsatzes sind zwei Bärenstatuen von Urs Eggenschwyler postiert. Sie halten ein Schweizerwappen in den Tatzen und erinnern daran, dass die Grosszügigkeit Berns den Bau des Bundeshauses ermöglicht hat. Mit ihrer sitzenden Haltung ähneln die Bären jenen auf dem Erlach-Denkmal. Auf den untersten Pfosten des Treppengeländers sind zwei Schalen von James Vibert aufgestellt, welche die Schweiz in der Unterscheidung von Berg und Tal charakterisieren. Die rechte Schale zeigt auf einem Felsen einen Hirten, der in ein Alphorn bläst, während unter ihm Bergbewohner in Höhlen Schutz suchen. Links stellt ein Fischer, der ein Netz auswirft, einen Bewohner des Tals dar; unter ihm spielen in den Wellen zwei Nymphen die Lyra.

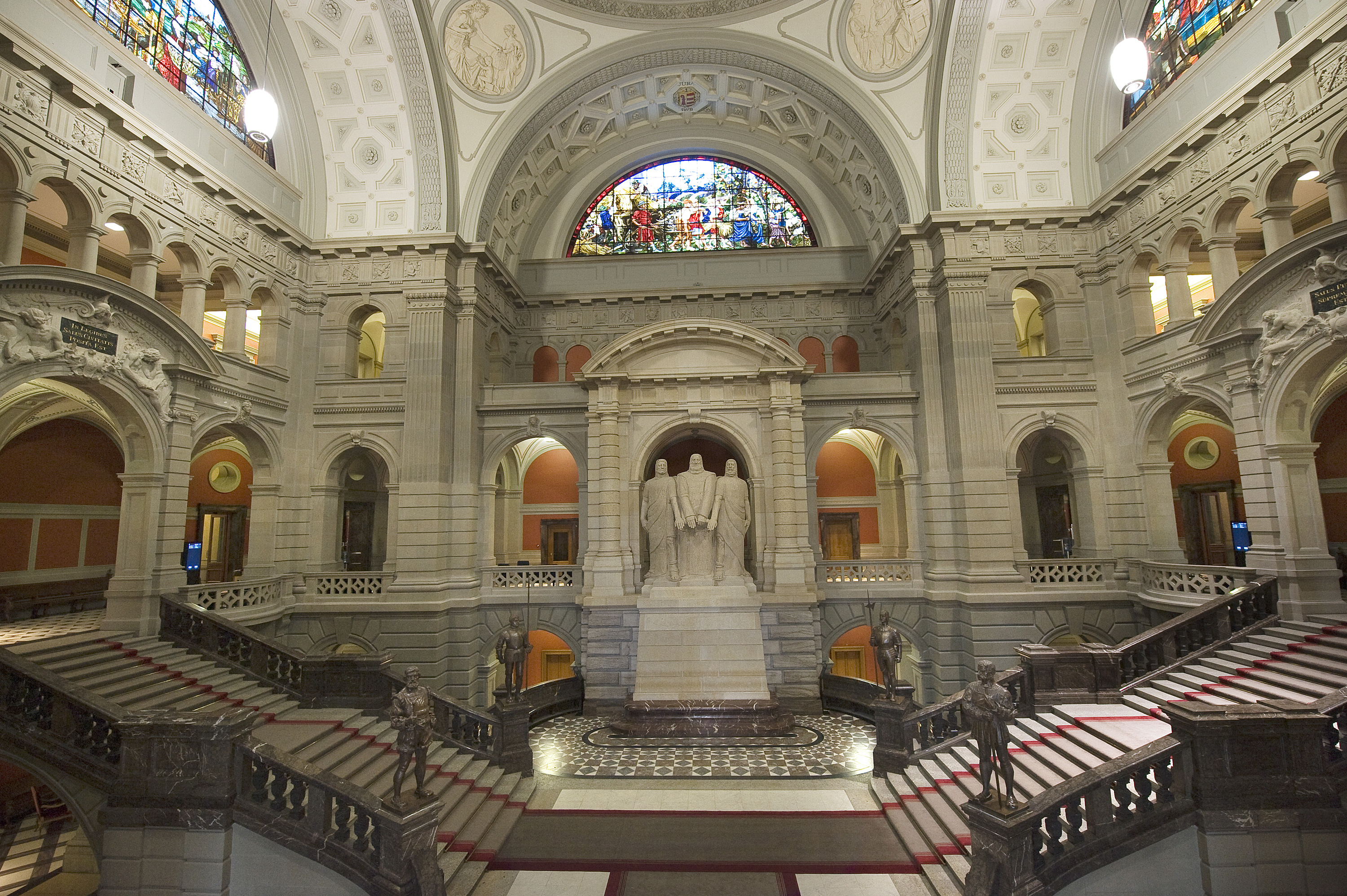
Die drei Eidgenossen in der Mitte, Die vier Landsknechte an den Treppen

Die aus hellem Aaregranit aus Wassen gefertigte Haupttreppe ist bewusst feierlich und überdimensioniert gestaltet. Sie führt hinauf zum Podest in der Mitte der Halle, wo sie sich nach links und rechts in zwei Arme teilt. Dominiert wird das Podest an seiner Südseite durch das monumentale Denkmal Die drei Eidgenossen von James Vibert. Von einem Bogen eingerahmt stehen auf einem Sockel Werner Stauffacher, Walter Fürst und Arnold von Melchtal, die Hauptbeteiligten des Rütlischwurs. Mit ernster Miene und mit gestreckten Armen halten sie gemeinsam den Bundesbrief in ihren Händen. Die Figuren sind von abstrakter Gestalt, streng symmetrisch und blockhaft ausgeführt. Vibert wich von der bisher üblichen Rütlischwur-Gestik mit erhobenen Schwurhänden ab, damit aus verschiedenen Blickwinkeln keine Figur die andere abdeckt. Die drei Figuren bestehen aus gelbem Botticino-Kalkstein und sind zusammen 24 Tonnen schwer. Meinungsverschiedenheiten zwischen dem ursprünglichen Wettbewerbsgewinner und der Jury hatten zur Folge, dass das Podest bei der Eröffnung 1902 leer stand. Ein zweiter Wettbewerb drei Jahre später erbrachte kein befriedigendes Ergebnis, da die eingereichten Entwürfe als «zu theatralisch» beurteilt wurden. Schliesslich erteilte der Bundesrat 1910 Vibert den Auftrag. Die Enthüllung der Statue fand mit über zwölfjähriger Verspätung am 15. Mai 1914 statt und fiel mit der Eröffnung der in Bern stattfindenden Landesausstellung zusammen.
Auf den Treppenpfosten vor dem zentralen Denkmal stehen vier bronzene Statuen, ebenfalls von James Vibert geschaffen. Die vier Landsknechte sind lebensgrosse, realitätsnah gestaltete Soldaten in Rüstungen des 16. Jahrhunderts, bewaffnet mit Lanze, Hellebarde oder Zweihänder. Sie stellen Vertreter der vier Landessprachen der Schweiz dar – links ein Deutschschweizer und ein Rätoromane, rechts ein Romand und ein Tessiner. Zusammen bilden sie eine Ehrenwache für die drei Eidgenossen. Vom Podest aus führen die Treppen zu den Verbindungskorridoren des ersten Stockwerks. Die Segmentgiebel über den Treppenaufgängen sind mit Figurenreliefs von Luigi Vassalli geschmückt, die um eine Inschrift angeordnet sind. Über dem Westaufgang lautet sie Salus publica suprema lex esto («Das öffentliche Wohl sei das oberste Gesetz»), über dem Ostaufgang In legibus salus civitatis posita est («Auf Gesetzen beruht das Wohl des Staatswesens»). Die Schlusssteine über den Arkaden des Hauptgeschosses stellen Frauen in verschiedenen Schweizer Trachten dar.
Im ersten Stockwerk, oberhalb des Bogens zwischen Eingangs- und Kuppelhalle, spannt sich ein schmaler Balkon mit einer Ehrenpforte. Sie ist mit einem Giebel bekrönt und hat eine rein dekorative Funktion. Auf beiden Seiten dieses Portals sind bogenförmige Nischen mit Statuen von Hugo Siegwart zu finden. Die linke verkörpert Arnold Winkelried als Symbol der Aufopferung. Im Gegensatz etwa zum Winkelrieddenkmal in Stans ist der Held der Schlacht bei Sempach nicht in kniender oder liegender, sondern in aufrechter Haltung zu sehen. Die durch seine Brust bohrenden Lanzen sind nur durch ihre Spitzen angedeutet. Rechts steht Niklaus von Flüe, der Schutzpatron der Schweiz. In ein langes Gewand gekleidet, macht er mit der rechten Hand eine mahnende und mit der linken Hand eine beschwichtigende Geste. Über der Ehrenpforte und den Statuen befindet sich ein 15 Meter langes Relieffries von Adolf Meyer. Es nimmt Bezug auf den zweiten Akt des zweiten Aufzugs von Friedrich Schillers Drama Wilhelm Tell, genauer auf die Ankunft der Ahnen, die Gründung von Schwyz und den späteren Auszug eines Teils der Bewohner nach Altdorf und Stans. Darüber zieht sich ein Architrav um die gesamte Halle; die Metopen (Zierfelder) zeigen Attribute von Krieg und Frieden.

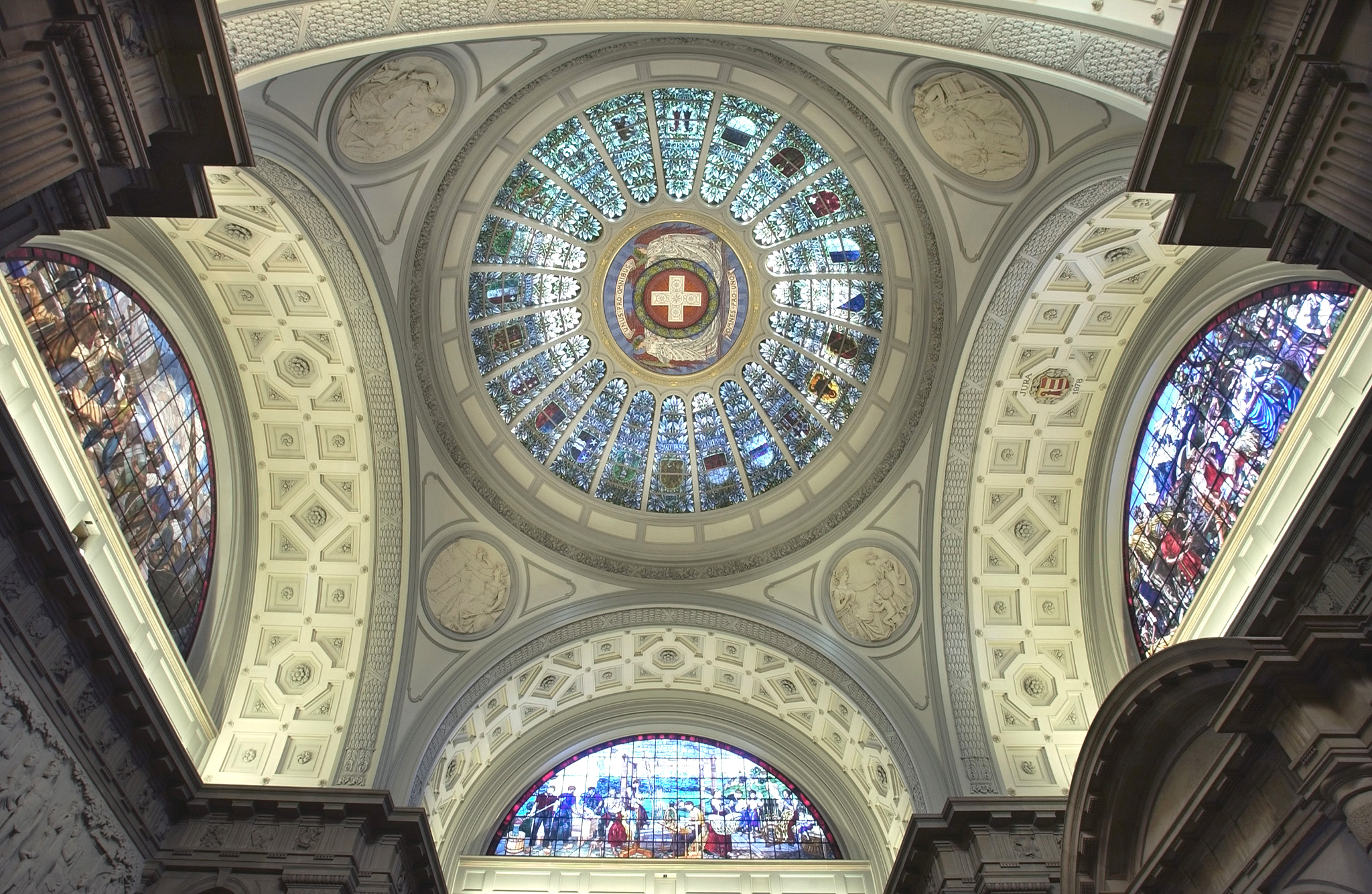
Kuppelgewölbe, alle Kantone als Glasmalerei, Jura aus Stuck (rechts)

Im Zenit der Kuppelhalle bildet das Schweizerwappen den Mittelpunkt der Glaskuppel. Das als Mosaik ausgeführte Wappen stammt aus dem Atelier von Clement Heaton. Es ist von Eichenlaub umrankt und wird von zwei weiblichen Freiheitsfiguren getragen. Auf zwei Spruchbändern steht der Wahlspruch: Unus pro omnibus / omnes pro uno («Einer für alle / Alle für einen»). Um das Mosaik gruppieren sich radial die Wappen der damals 22 Kantone (die Halbkantone teilen sich jeweils ein Wappen). Diese Glasmalereien von Albert Lüthi symbolisieren in Verbindung mit dem Mosaik einerseits die zentralisierende Funktion des Bundes, andererseits die gegenseitige Abhängigkeit von Bund und Kantonen. Nach der Gründung des Kantons Jura im Jahr 1978 gab es keinen Platz für ein zusätzliches Wappenfeld. Aus diesem Grund wurde das jurassische Kantonswappen drei Jahre später aus farbigem Stuck modelliert und in die Mitte des südlichen Gurtbogens eingesetzt.
In den Zwickeln der Kuppel sind vier Medaillons von Antonio Soldini angebracht, welche die Stützen des Bundes darstellen: Athene, die einem Jüngling das Bogenschiessen lehrt, verkörpert das Militärwesen. Justitia, das Sinnbild der Justiz, richtet einen Angeklagten. Eine antike Frauengestalt, die Unterricht gibt, steht für das Erziehungswesen. Eine weibliche Personifikation des Bauwesens hält in ihrer Linken die Risszeichnung des Bundeshauses. Schliesslich schmücken vier grosse, bunt bemalte Lünettenfenster, die Szenen aus dem Arbeitsleben der Bevölkerung mit Schweizer Landschaften kombinieren, die Schildbögen der Kreuzarme. Das Südfenster von Hans Sandreuter zeigt die Landwirtschaft im südlich gelegenen Alpen- und Voralpenraum (angedeutet durch die Jungfrau im Hintergrund). Das Ostfenster von Albert Welti repräsentiert die in der Ostschweiz verbreitete Textilindustrie, das Westfenster von Ernest Biéler die Metallindustrie im westlich gelegenen Jura. Im Nordfenster von Émile-David Turrian stellt ein Warenumschlagplatz im Basler Rheinhafen die Export- und Importwirtschaft dar.

### Nationalratssaal

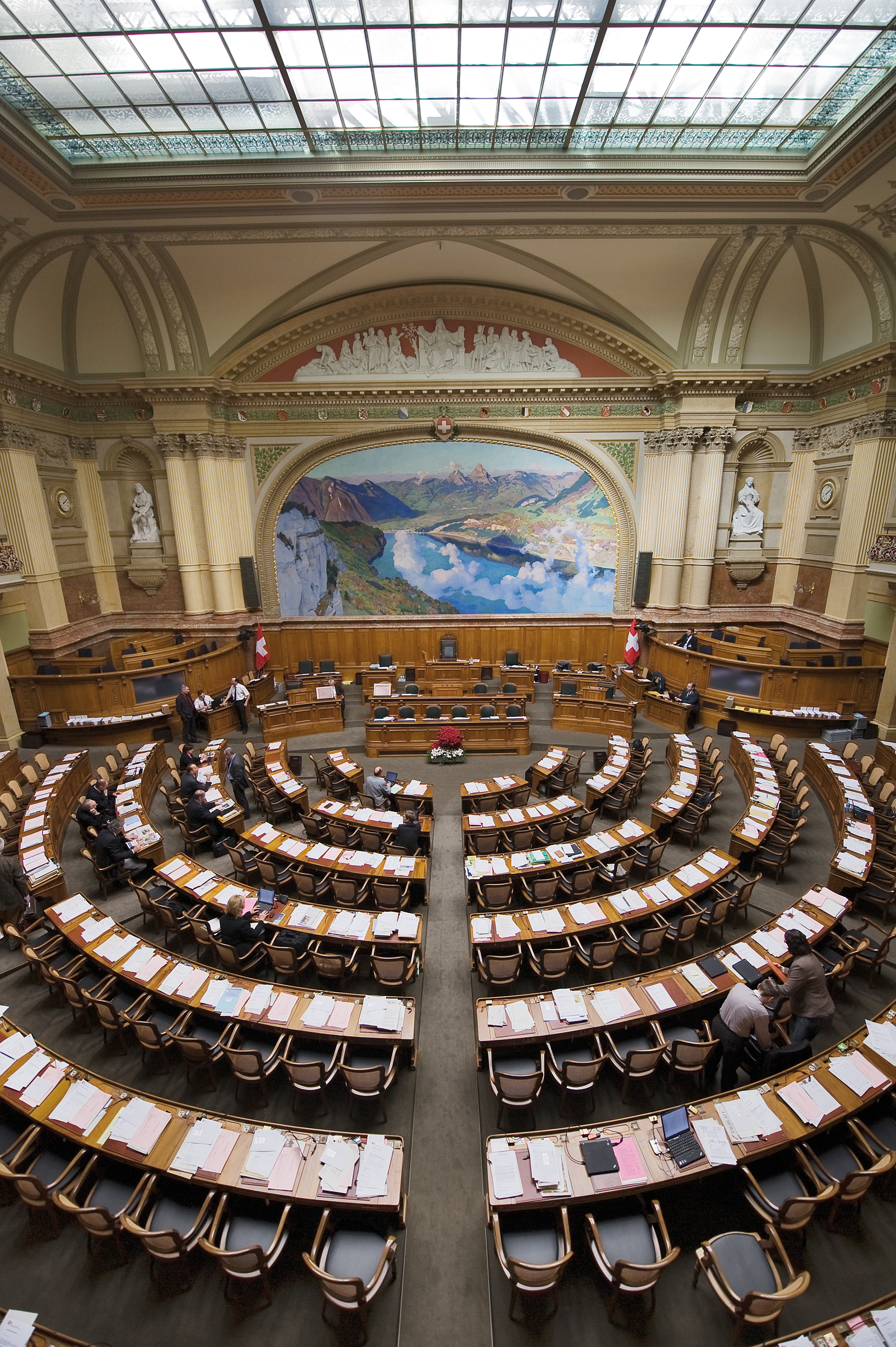
Nationalratssaal

Im ersten Stockwerk auf der Südseite befindet sich der Saal des Nationalrates. Die Wände bestehen aus gelblichem Kalkstein. An der Decke lässt ein Oberlicht, das die Form eines Rechtecks mit angefügtem Kreissegment aufweist, das Tageslicht einfallen. An der Saalfront ist das Ratspräsidium angeordnet. Hier sitzen der Nationalratspräsident, die beiden Vizepräsidenten sowie neun weitere Nationalräte. Ausserdem finden hier bis zu sechs Bundesräte, der Generalsekretär des Nationalrates sowie zwei weitere Sekretäre Platz. Die Sitze und Pulte der übrigen Nationalräte gruppieren sich fächerförmig um das Präsidium, wobei Durchgänge den Halbkreis in vier Sektoren unterteilen. Den Medienvertretern stehen zwei abgerundete Tribünen in den Ecken auf der Präsidentenseite zur Verfügung. Im Gegensatz zu den meisten Parlamenten sind im Nationalrat die Hinterbänkler jene Politiker, die den grössten Einfluss haben. Sie sitzen in den hintersten Reihen, damit sie das Geschehen im Saal besser überblicken können und einen möglichst kurzen Weg zu ihrem Sitzplatz haben.

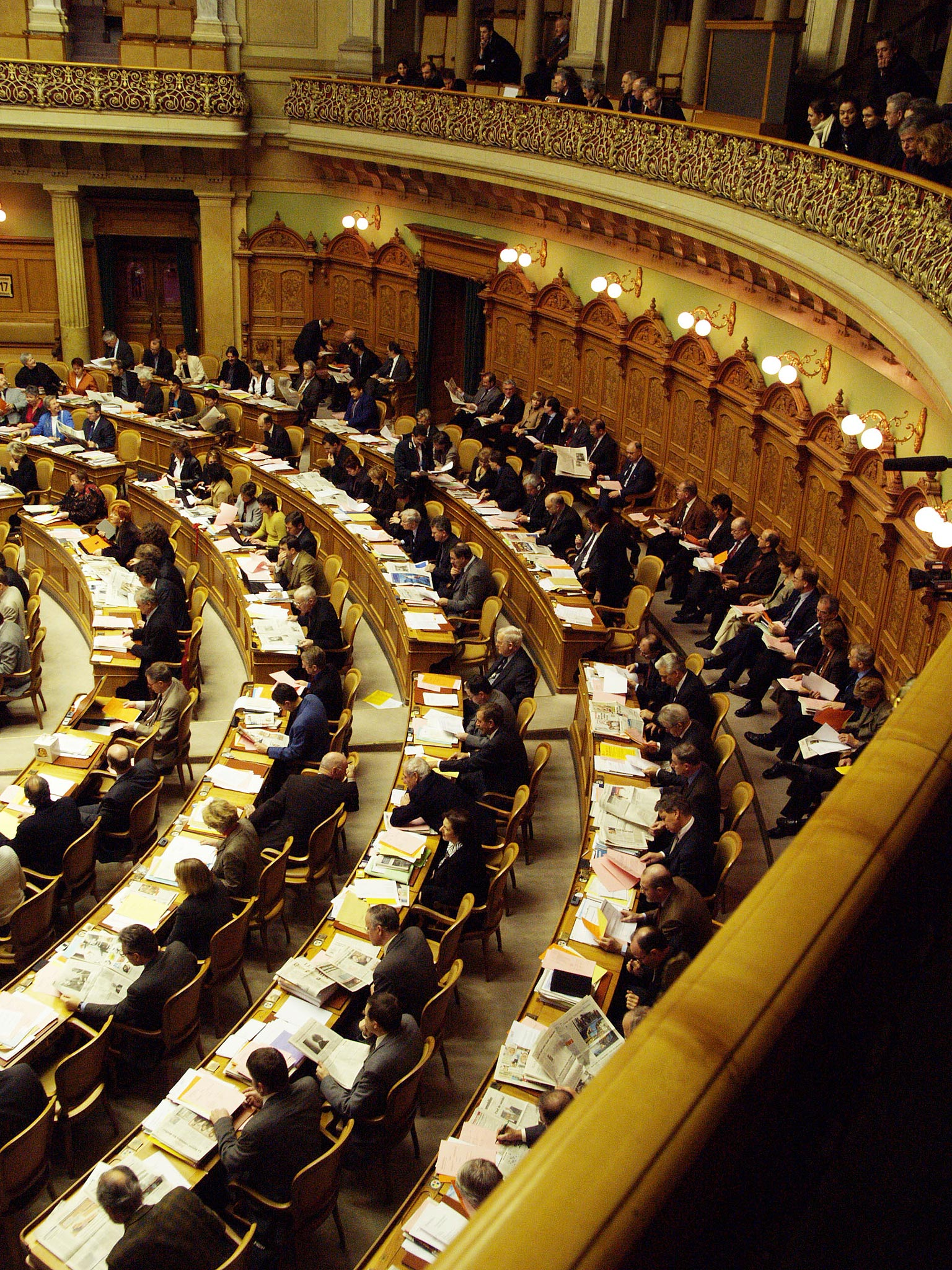
Sitzung mit anwesenden National- und Ständeräten sowie Zuschauern

Auf der Rückseite des Saales ist in erhöhter Position eine Zuschauertribüne vorhanden, die von Arkadensäulen unterteilt wird. Ausländische Diplomaten nehmen auf Tribünen auf der linken und rechten Saalseite Platz. Diese werden von Kalksteinsäulen getragen und in der oberen Ebene von Karyatiden unterteilt, die von August Bösch gestaltet wurden. Ein Teil der westlichen Seitentribüne ist als verglaste Kabine abgetrennt und dient als Arbeitsplatz für Übersetzer. Sitzungen der Bundesversammlung als Ganzes finden im Nationalratssaal statt. In solchen Fällen nehmen die Ständeräte auf lederbezogenen Sitzen an der Rückwand Platz, die in der Art von Chorstühlen gestaltet sind. Ein hölzerner Rundbogen, in den das entsprechende Kantonswappen eingeschnitzt ist, fasst jeweils zwei Sitze zusammen. Ferdinand Huttenlocher schnitzte in die Rückwand der Bögen Abbildungen einheimischer Blumen und Tiere im Jugendstil, während Anna Haller die Lederschnittarbeiten schuf. Die Ständeräte des Kantons Jura erhielten 1978 Sitze unter der westlichen Tribüne. Dort ist das Kantonswappen im Leder geprägt, während an der Wand ein abstraktes Bronzerelief von Camillo Huber angebracht ist.

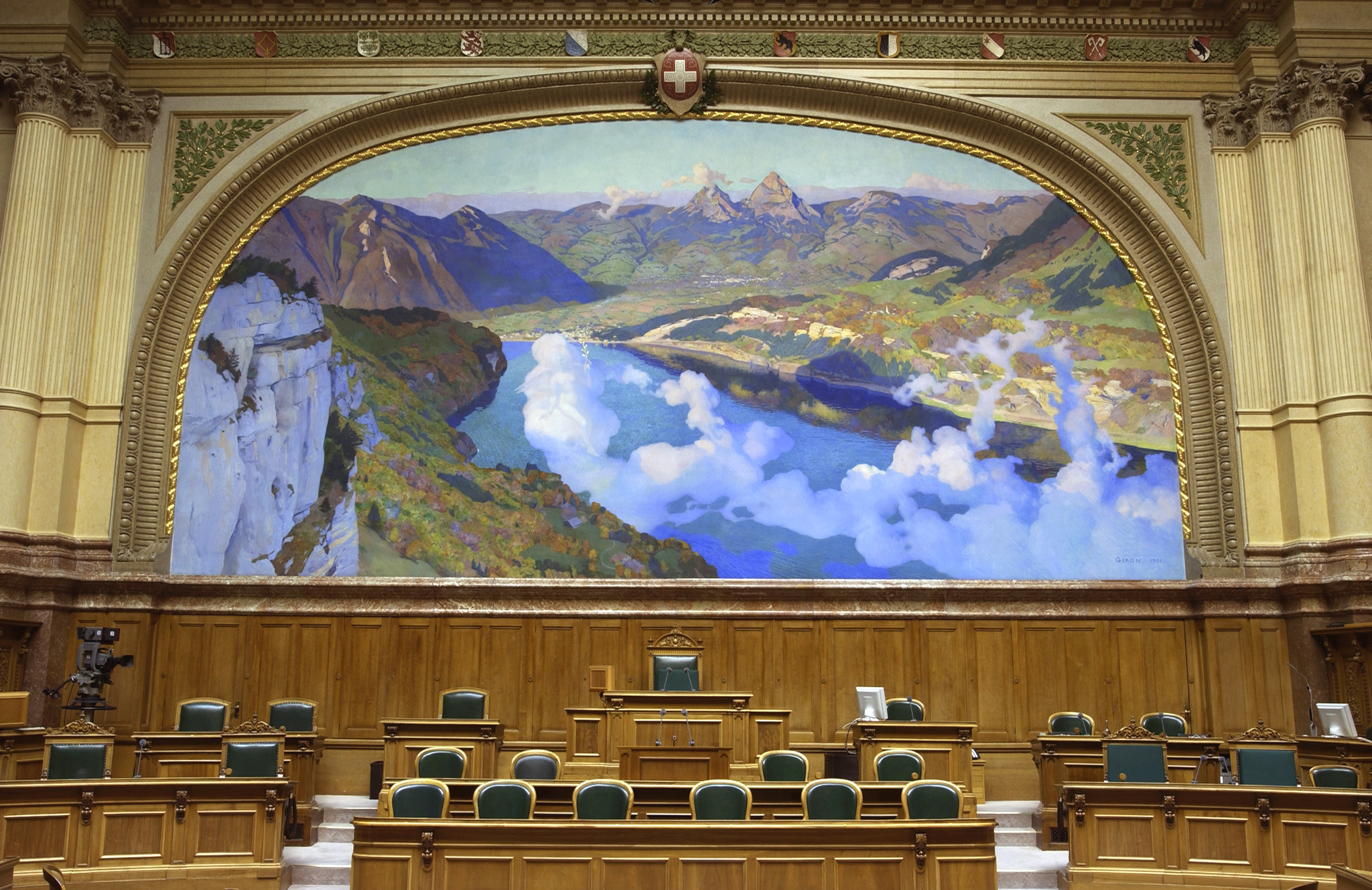
Die Wiege der Eidgenossenschaft

Das Wandbild Die Wiege der Eidgenossenschaft des Malers Charles Giron dominiert die Wand hinter dem Ratspräsidium. Es stellt die Landschaft um den Urnersee dar. Links im Vordergrund ist unter der Seelisberger Felswand das Rütli, der mythische Gründungsort der Eidgenossenschaft, zu sehen. Über der Mitte ist die Ortschaft Schwyz zu finden, dahinter die beiden Berggipfel der Mythen. In den Wolken im goldenen Schnitt ist eine allegorische nackte Frauenfigur zu erkennen, die als Symbol des Friedens einen Olivenzweig in der Hand hält. In der Vorstellung Auers sollten die zu vereidigenden Bundesräte vor diesem «Bühnenbild» im übertragenen Sinne auf der Rütliwiese stehen und somit den Rütlischwur nachvollziehen.
Zwei Statuen flankieren das Wandbild, links Wilhelm Tell von Antonio Chiattone und rechts Stauffacherin von dessen Bruder Giuseppe Chiattone. Die Statue des Schweizer Freiheitshelden Wilhelm Tell sieht dem Telldenkmal in Altdorf ziemlich ähnlich. Allerdings lässt sich die Darstellung in keine Szene der von Schiller popularisierten Tellsage einordnen. Vielmehr sitzt Tell passiv auf einem Felsen, seine Armbrust ist nicht gespannt. Die Stauffacherin ist die Symbolfigur der kühnen und energischen Schweizerin. Die Statue hält die linke Hand an die Brust und zeigt mit der rechten auf den Boden.
Im Giebelfeld über dem Wandbild ist das Relief Die Sage von Aloys Brandenberg angebracht. Eine weibliche Figur sitzt auf einem Thron und hält in der linken Hand den von Tells Pfeil durchbohrten Apfel. Sie erzählt einer Schar Kinder, die sich um sie versammelt hat, von den grossen Taten der Vorfahren und spornt zu patriotischem Handeln an. Ein Junge ganz links nimmt sich dies zum Vorbild und spannt eine Armbrust. Rund um den Saal verläuft ein Kranz. Dieser ist mit dem Schweizerwappen über dem Scheitel des Wandbilds sowie mit den Wappen jener 59 Städte geschmückt, die 1902 am meisten Einwohner zählten.

### Ständeratssaal

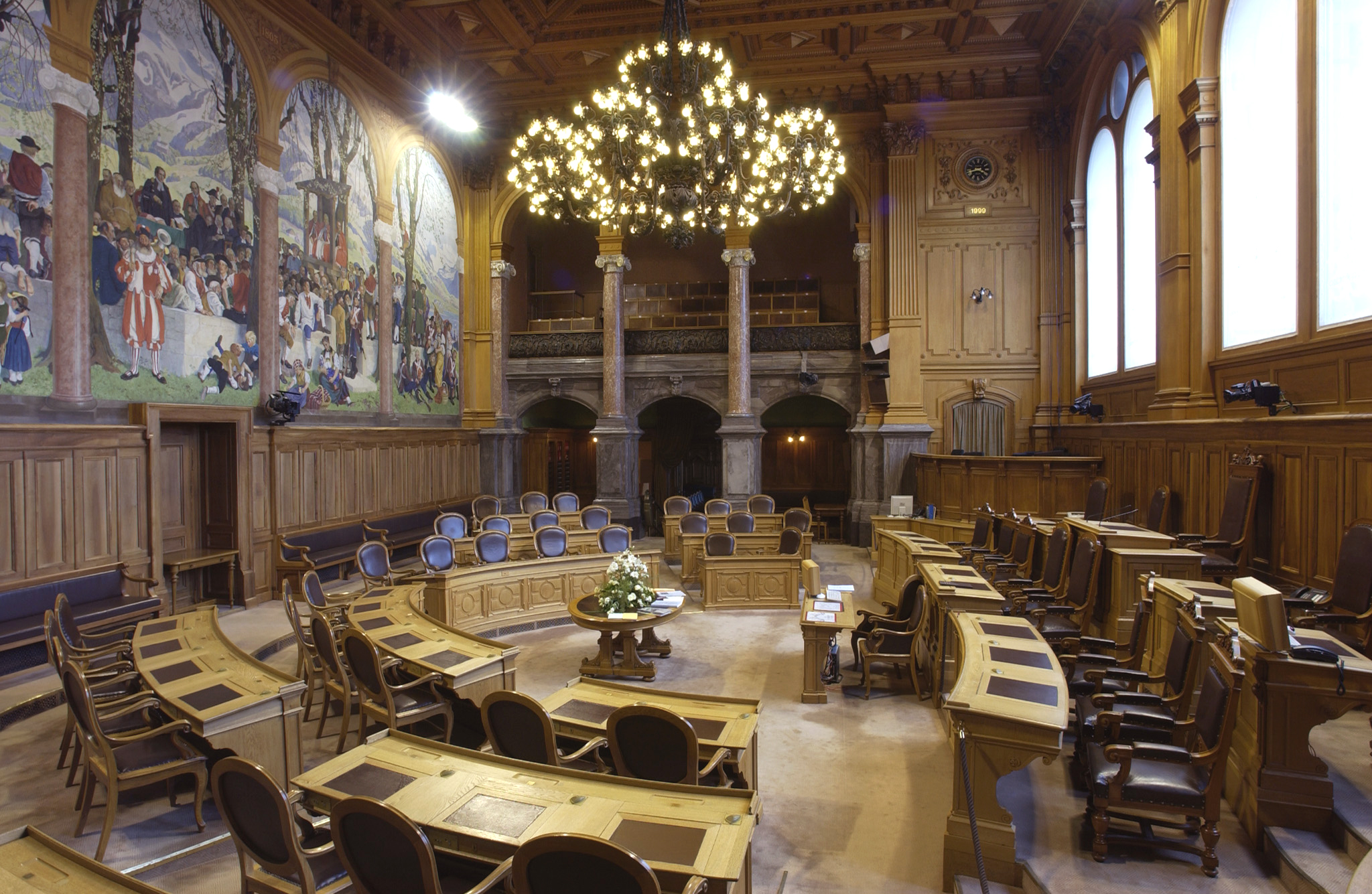
Ständeratssaal

Der Saal des Ständerates befindet sich im ersten Stockwerk an der Nordseite, dem Bundesplatz zugewandt. Drei hohe, mit St. Galler Stickereien verzierte Bogenfenster lassen das Tageslicht einfallen. Der rechteckige, im Renaissancestil gehaltene Saal ist an den Wänden vollständig mit dunklem Täfer aus Eichen- und Nussbaumholz ausgekleidet. Er erinnert so an die frühneuzeitlichen Ratssäle in der Alten Eidgenossenschaft. Eine weitere Reminiszenz an diese Zeit ist der ovale Ratstisch in der Saalmitte. Um ihn gruppieren sich im Halbkreis die Sitze und Pulte der Ständeräte. Der Ständeratspräsident, die beiden Vizepräsidenten und der Stimmenzähler sitzen ihren Ratskollegen zugewandt unterhalb der Fenster, ebenso der Protokollführer und der Ratssekretär. Darüber hinaus stehen Bundesräten, die an der Sitzung teilnehmen, sechs Sitze auf der Präsidentenseite zur Verfügung. Pressevertreter finden auf zwei abgerundeten Tribünen in den Ecken des Saales Platz.
Von der aus Eichenholz bestehenden Kassettendecke hängt über dem Ratstisch ein schmiedeeiserner Kronleuchter. Er ist 1,5 Tonnen schwer und besitzt 208 Glühbirnen, womit er einer der grössten in der Schweiz erhalten gebliebenen Leuchter jener Zeit ist. Erst bei den Sanierungsarbeiten im Jahr 2001 wurde bekannt, dass er vom Luzerner Kunstschlosser Ludwig Schnyder von Wartensee angefertigt worden war. Eine Arkadenreihe umgibt den Saal auf drei Seiten; während die Säulen an den Schmalseiten bei den Eingängen aus Marmor bestehen und einen Kalksteinsockel besitzen, sind sie an der Längswand lediglich als Fresko aufgemalt. Über den Eingängen sind die Besuchergalerien angeordnet. In den Zwickeln der Arkadenbögen sind in Gold wichtige Jahreszahlen der Schweizer Verfassungsgeschichte zu lesen: 1291 (Bundesbrief), 1370 (Pfaffenbrief), 1393 (Sempacherbrief), 1481 (Stanser Verkommnis), 1803 (Mediationsakte), 1848 (Bundesverfassung), 1874 (erste Totalrevision der Bundesverfassung) und 1999 (zweite Totalrevision).

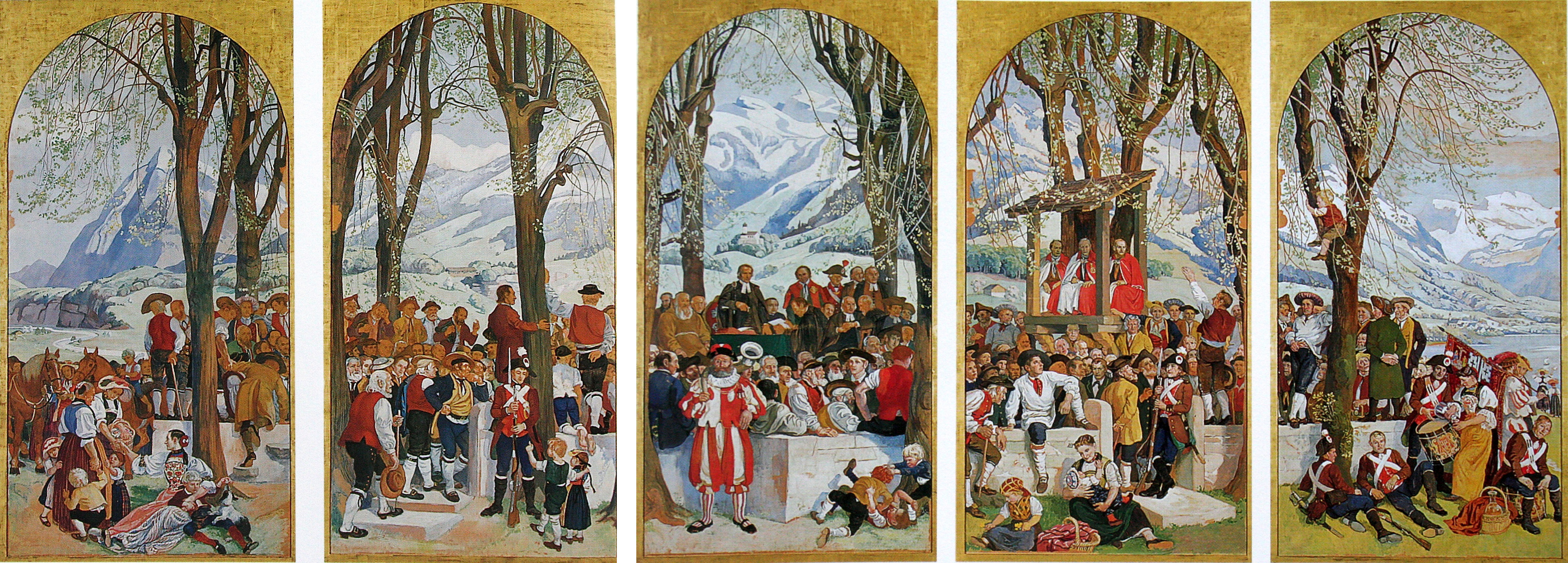
Die Landsgemeinde

Über die gesamte Südwand des Saales, durch die aufgemalten Säulen in fünf Felder unterteilt, erstreckt sich das Fresko-Wandbild Die Landsgemeinde von Albert Welti und Wilhelm Balmer. Zum Zeitpunkt der Eröffnung des Parlamentsgebäudes im Jahr 1902 waren die Felder noch unbemalt. Vier Jahre später regte Ständerat Paul Usteri an, die Wand mit einem Historien- oder Landschaftsbild zu schmücken. 1907 erhielt Welti den Zuschlag, stellte jedoch die Bedingung, dass sein Freund Balmer ebenfalls mitwirken dürfe. Als Welti 1911 mit der Übertragung des Modells auf die Saalwand beginnen wollte, erkrankte er schwer und starb im darauf folgenden Jahr. Balmer stellte bis März 1914 das Wandbild im Alleingang fertig.
Das Wandbild zeigt eine Landsgemeinde im 18. Jahrhundert. Als Vorbild diente der Nidwaldner Landsgemeindeplatz bei Stans, die umgebende Landschaft entspricht allerdings jener um den Obwaldner Hauptort Sarnen. Auf dem Bild sind über 150 Personen zu sehen, von denen die meisten einem gestikulierenden Redner im vierten Feld von links zuhören. Dazu gehören die Mitglieder der Regierung und kirchliche Vertreter. Ausserhalb des gemauerten Ringes sind Soldaten, ein Hornbläser, Frauen und spielende Kinder abgebildet. Balmer gab der Person rechts neben dem Bannerträger Weltis Gesichtszüge.

### Wandelhalle

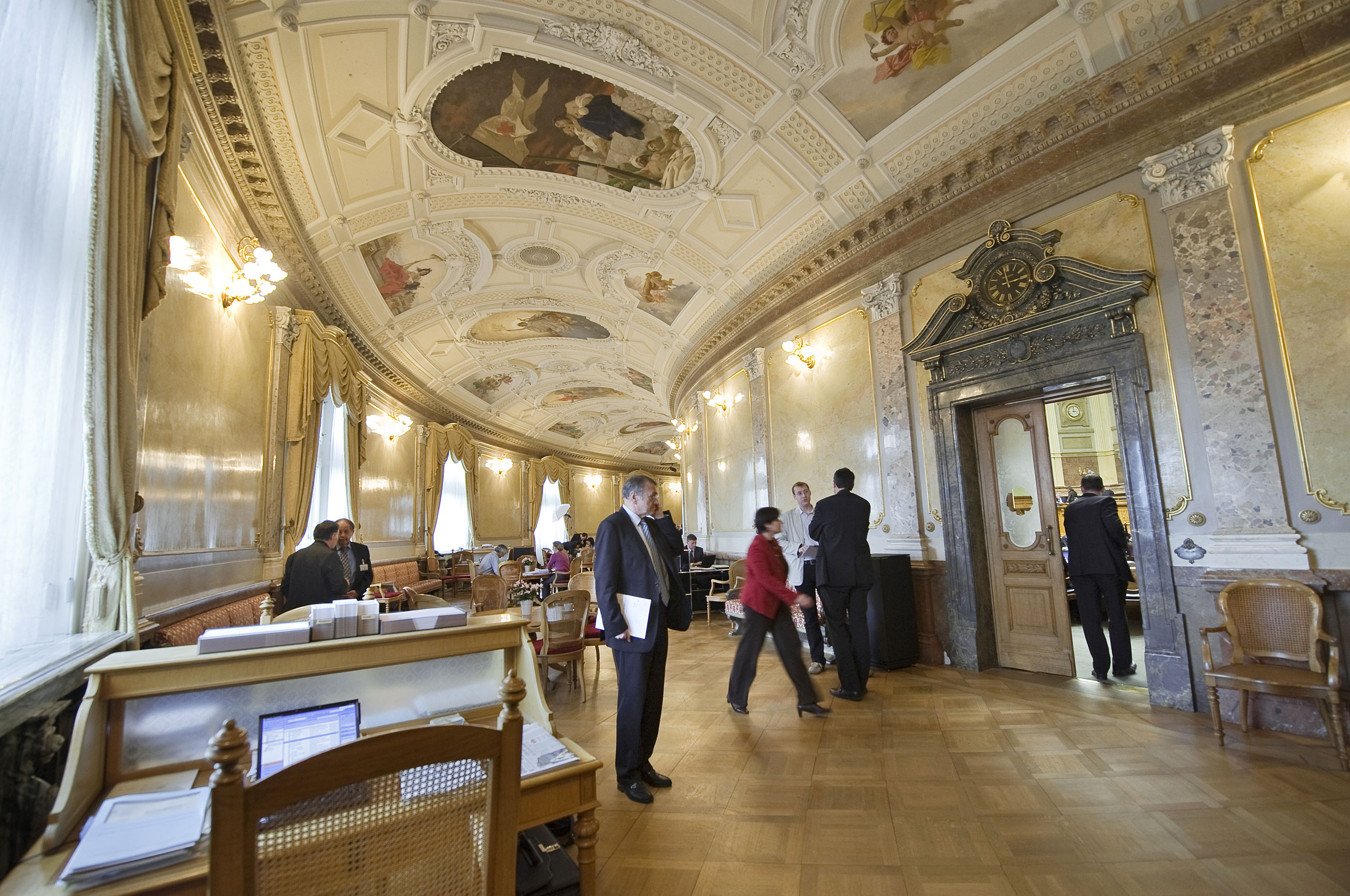
Wandelhalle

Die Wandelhalle umschliesst in einem lang gezogenen Bogen den Nationalratssaal an seiner Südseite. Sie dient als Festsaal, Empfangsraum für hohe Staatsgäste, Aufenthalts- und Geselligkeitsraum der Parlamentarier sowie für Treffen mit Lobbyisten und Medien. Durch die Verwendung heller Materialien wie Stuck und Stuckmarmor strahlt die Wandelhalle eine gewisse Heiterkeit und Leichtigkeit aus. Hinzu kommen verschiedene Schweizer Dekorationsgesteine, die für Gesimse, Säulen und Türgewände verarbeitet wurden. Aus Saillon-Marmor bestehen die Verkleidungen der Heizkörper, die mit Löwenköpfen verziert sind.
Mehrere allegorische Gemälde von Antonio Barzaghi-Cattaneo schmücken in drei Reihen die Decke der Wandelhalle. Die sechs Gemälde in der mittleren Reihe stellen die Tugenden des Staates dar. Eine Frau, die Maske und Schleier hebt, steht für die Wahrheit. Die Weisheit wird durch eine lorbeerbekränzte Frau symbolisiert, die zwei Folianten in ihren Händen hält. Ein Engel mit Schweizerbanner, begleitet von drei Putten als Symbole für Sänger-, Turner- und Schützenfeste, repräsentieren den Patriotismus. Eine Frau mit Füllhorn, die von Sonnenstrahlen und Mohnblumen umgeben ist, verkörpert die Fruchtbarkeit. Die Barmherzigkeit wird durch eine Frau auf einem Schlachtfeld dargestellt, die sich um ein Waisenkind kümmert; über ihr weht die Fahne des Roten Kreuzes. Eine Frau, die auf einer Wolke sitzend Schwert und Waage hält, ist das Sinnbild für die Gerechtigkeit. Die beiden anderen Reihen zeigen wichtige Gewerbe- und Industriezweige der Schweiz zu Beginn des 20. Jahrhunderts. In der äusseren Reihe sind dies Bildung, Kunst, Landwirtschaft, Naturwissenschaft und Uhrenindustrie, in der inneren Reihe Bäckergewerbe, Bauindustrie, Schmiedekunst, Schuhmacherei und Tourismus.

### Weitere Räume

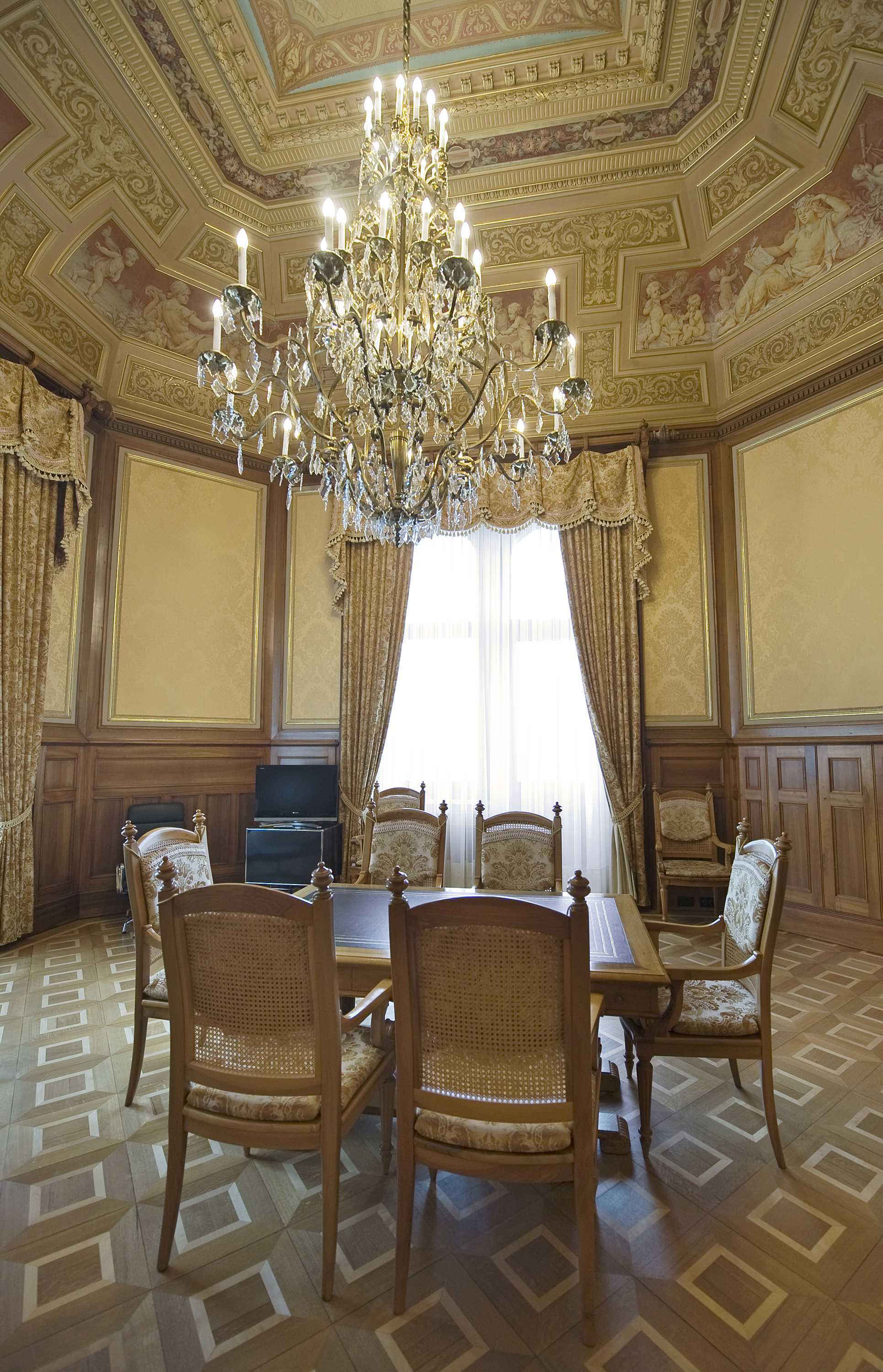
Zimmer des Nationalratspräsidenten

In der Südostecke des ersten Stockwerks befindet sich das Zimmer des Nationalratspräsidenten. Auffallend sind die Deckenbilder von Marcel de Chollet, die in Ockertönen gehalten sind und den politischen Alltag karikieren. Putten stellen Politiker dar, die über eine Vase diskutieren; zunächst in einer vorbereitenden Sitzung, dann in der eigentlichen Kommissionssitzung und schliesslich im Rat. Zuletzt sind dieselben Politiker bei entspannenden Tätigkeiten zu sehen, wobei die Ruhe durch einen herannahenden Boten bald gestört wird.

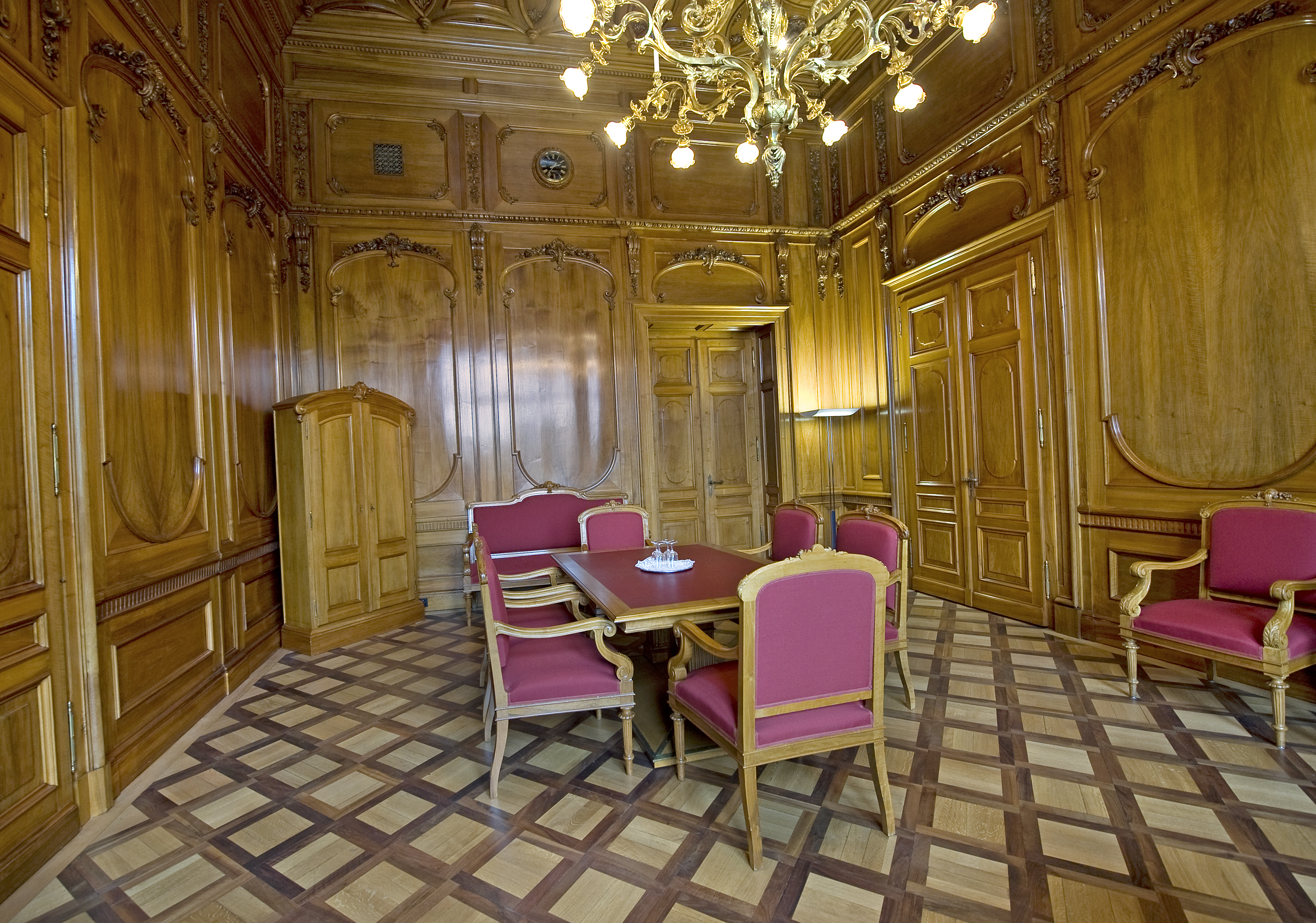
Zimmer des Ständeratspräsidenten

Die Südwestecke des ersten Stockwerks ist Standort des so genannten Bundesratszimmers. Hier empfängt der Bundespräsident ausländische Diplomaten beim traditionellen Neujahrsempfang, ausserdem werden hier Sitzungen abgehalten und bei Bundesratswahlen die Wahlzettel ausgezählt. Dieser Raum ist nicht zu verwechseln mit dem Sitzungszimmer des Bundesrates im Bundeshaus West. Vier Deckenspiegel von Wilhelm Ludwig Lehmann stellen Grenzregionen der Schweiz dar; den Genfersee beim Schloss Chillon, den Rhein bei Basel, den Bodensee und das Engadin. An der Wand steht eine von der Königlichen Porzellan-Manufaktur Berlin hergestellte Standuhr, die Kaiser Wilhelm II. bei seinem Staatsbesuch im Jahr 1912 als Geschenk überreichte.
Das Zimmer des Ständeratspräsidenten in der Nordwestecke des ersten Stockwerks besitzt eine Decke aus Nussbaumholz mit ornamentalen Schnitzereien, dazu sind die Wände vollständig mit einem Nussbaumtäfer ausgekleidet. Glasfenster aus dem Jahr 1902 von Christian Baumgartner, auf der nicht näher bestimmbare Landschaften abgebildet sind, zieren die beiden Garderoben. Sie waren 1930 entfernt worden, wurden aber anlässlich der Renovation wieder eingefügt. In den Jahren dazwischen war in der östlichen Garderobe ein Glasfenster von Burkhard Mangold zu sehen, das in zwölf Feldern Berufsgattungen darstellte, in der westlichen Garderobe ein Glasfenster von Augusto Giacometti mit der Darstellung eines Bauernpaares und der Ansicht des Dorfes Stampa. Beide werden heute im Vitromusée, dem Schweizerischen Museum für Glasmalerei und Glaskunst in Romont, ausgestellt.
Im Erdgeschoss befindet sich in der Südostecke das «Brienzer Zimmer», das für Sitzungen verwendet wird. Das Täfer ist ein Werk der bekannten Schnitzlerschule Brienz (heute Schule für Holzbildhauerei). Es wurde vor dem Einbau im Bundeshaus an der Weltausstellung 1900 in Paris präsentiert und mit einer Goldmedaille ausgezeichnet.

## Bundeshaus West
Das Bundeshaus West (das frühere Bundes-Rathaus) ist der Hauptsitz des Eidgenössischen Departements für auswärtige Angelegenheiten (EDA) und des Eidgenössischen Justiz- und Polizeidepartements (EJPD) sowie Standort der Bundeskanzlei.
Das Gebäude besitzt einen U-förmigen Grundriss und umschliesst einen Ehrenhof mit dem Bernabrunnen. Die auf dem Brunnen aufgestellte Statue stellt Berna dar, eine Frauengestalt als Personifikation der Stadt Bern. Mit Ausnahme des viergeschossigen Mittelrisalits besitzt das Bundeshaus West durchgehend drei Stockwerke. Zwei Arkadengänge stellen die Verbindung zum Parlamentsgebäude her. Die Fassade ist schlicht gehalten und besteht aus Quadern aus Berner Sandstein mit breiten Fugen. Der Sockel ist aus zwei Kalksteinsorten gefertigt. Beim Mittelrisalit handelt es sich um Kalkstein aus Gsteigwiler, der eine zum Teil intensive helle Aderung aufweist. Am übrigen Gebäude kam Kalkstein aus einem Felssturz bei Merligen zur Anwendung, an dem Versteinerungen von Nummuliten, Austern und Korallen erkennbar sind.
Von der alten Struktur der Ratssäle in den Seitenflügeln ist kaum noch etwas zu erkennen. Eine Ausnahme ist der alte Nationalratssaal im Westflügel (heute Parlamentsbibliothek), wo fünf nebeneinander liegende Rundbogenfenster mit Rosetten erhalten geblieben sind. Von der Eingangshalle im Mittelrisalit gelangen Besucher über die Haupttreppe zur Haupthalle im ersten Stockwerk. Diese Verbindung ist mit ornamentalen Malereien an Wänden und Decken geschmückt. In den Boden der Haupthalle ist ein steinernes Schweizerkreuz eingelassen. Südlich an die Haupthalle grenzen vier Räume, die zusammen als Bundesratszimmer oder «Appartement des Bundesrates» bezeichnet werden. Es sind dies das Vorzimmer, das Sitzungszimmer des Bundesrates, der Salon des Bundespräsidenten und das Bureau des Bundespräsidenten.
Im Sitzungszimmer treffen sich die Bundesräte zu ihren wöchentlichen Sitzungen, üblicherweise am Mittwoch. Hans Wilhelm Auer gestaltete den Raum 1889 neu, insbesondere das Täfer. Er übernahm die 1857 erstellte Stuckdecke und den letzten erhalten gebliebenen Gaskandelaber (von ursprünglich 162). Die Pulte der Bundesräte und des Bundeskanzlers sind im Kreis angeordnet. Der Salon und das Bureau sind Audienzzimmer. Die vier Räume sind als Stilabfolge gestaltet: Das Bureau ist im Rokoko-Stil gehalten, der Salon im Barock-Stil und das Sitzungszimmer im Renaissance-Stil. Das Vorzimmer repräsentierte ursprünglich die Gotik, wurde aber um 1930 völlig umgestaltet und mit einem Art-déco-Täfer versehen.
Im Jahr 2010 wurde ein Wettbewerb für die Umgebungsgestaltung des Bundeshauses ausgeschrieben, den die örtlichen Landschaftsarchitekten Maurus Schifferli und Simon Schöni gewinnen konnten. Die Arbeit zeichnete sich durch geringen Eingriff aus und wurde im Jahr 2010 mit einer Anerkennung beim Hasen gewürdigt.
Der wichtigste Sitzungsraum des EDA im Bundeshaus West wurde am 12. Februar 2018, seinem Todestag, zu Ehren von Carl Lutz, Schweizer Diplomat und Gerechter unter den Völkern, in «Salle Carl Lutz» umbenannt.

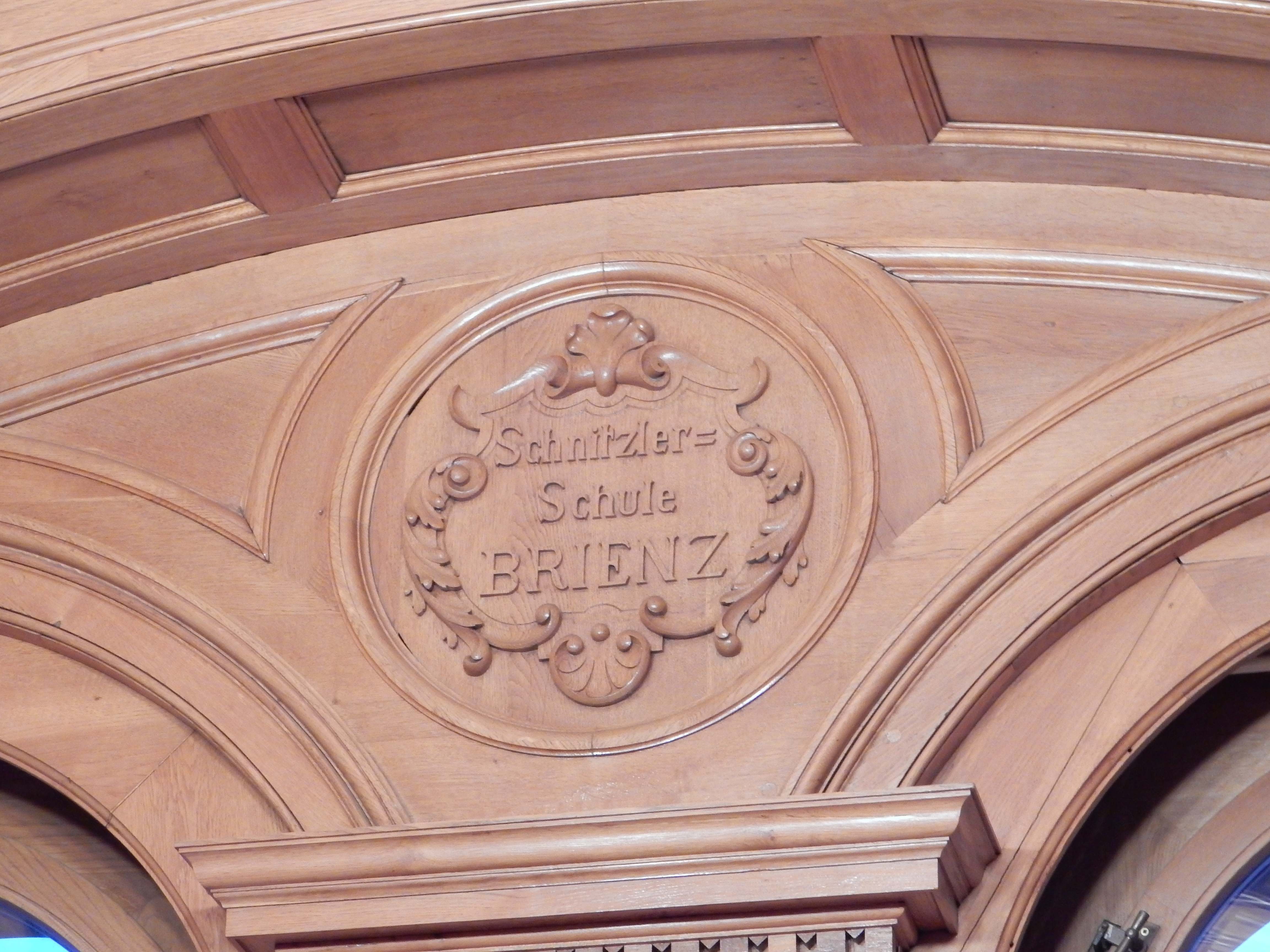
Brienzer Zimmer
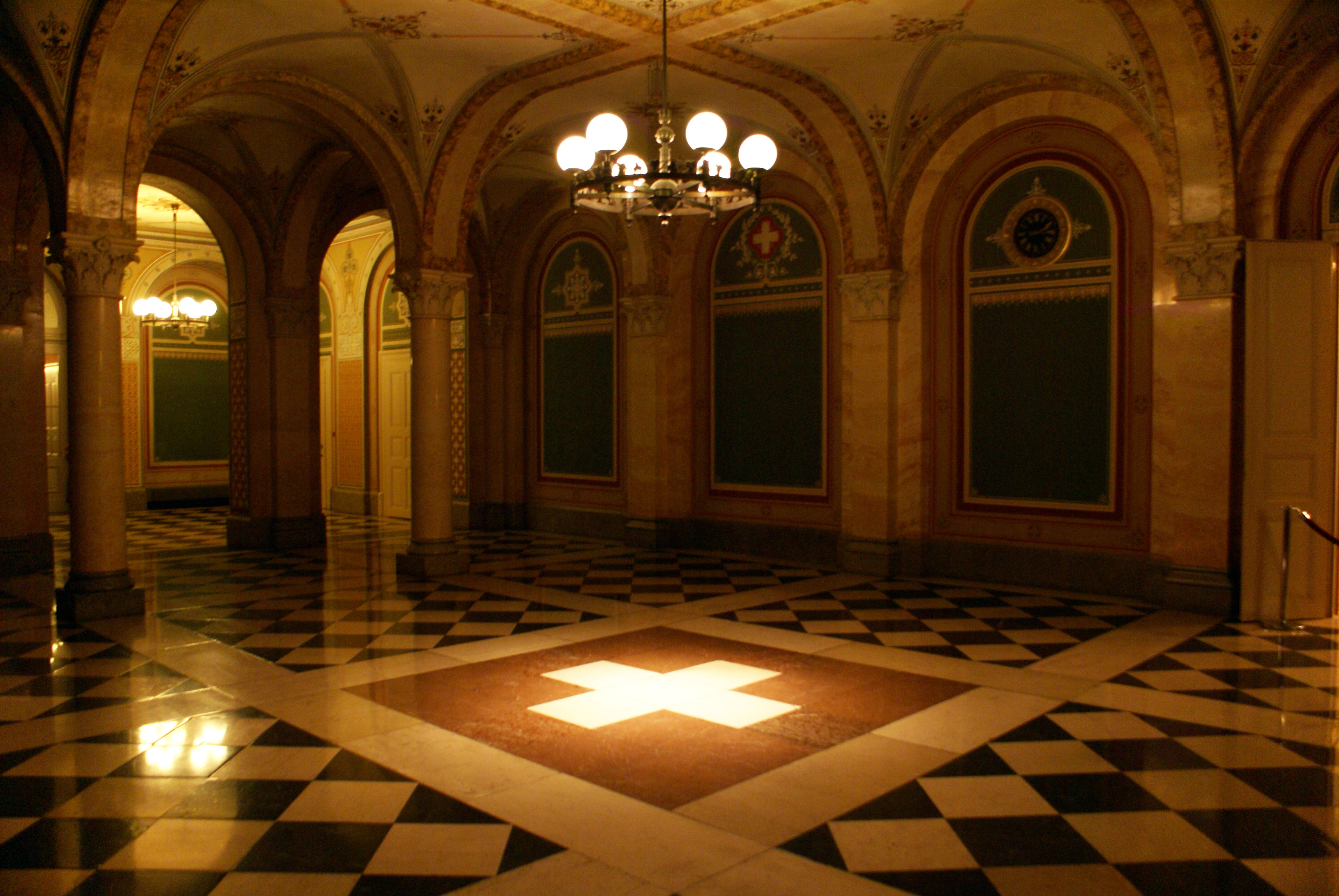
Haupthalle im ersten Stockwerk des Bundeshauses West
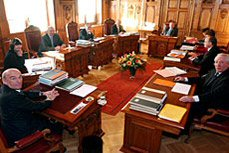
Sitzungszimmer des Bundesrates
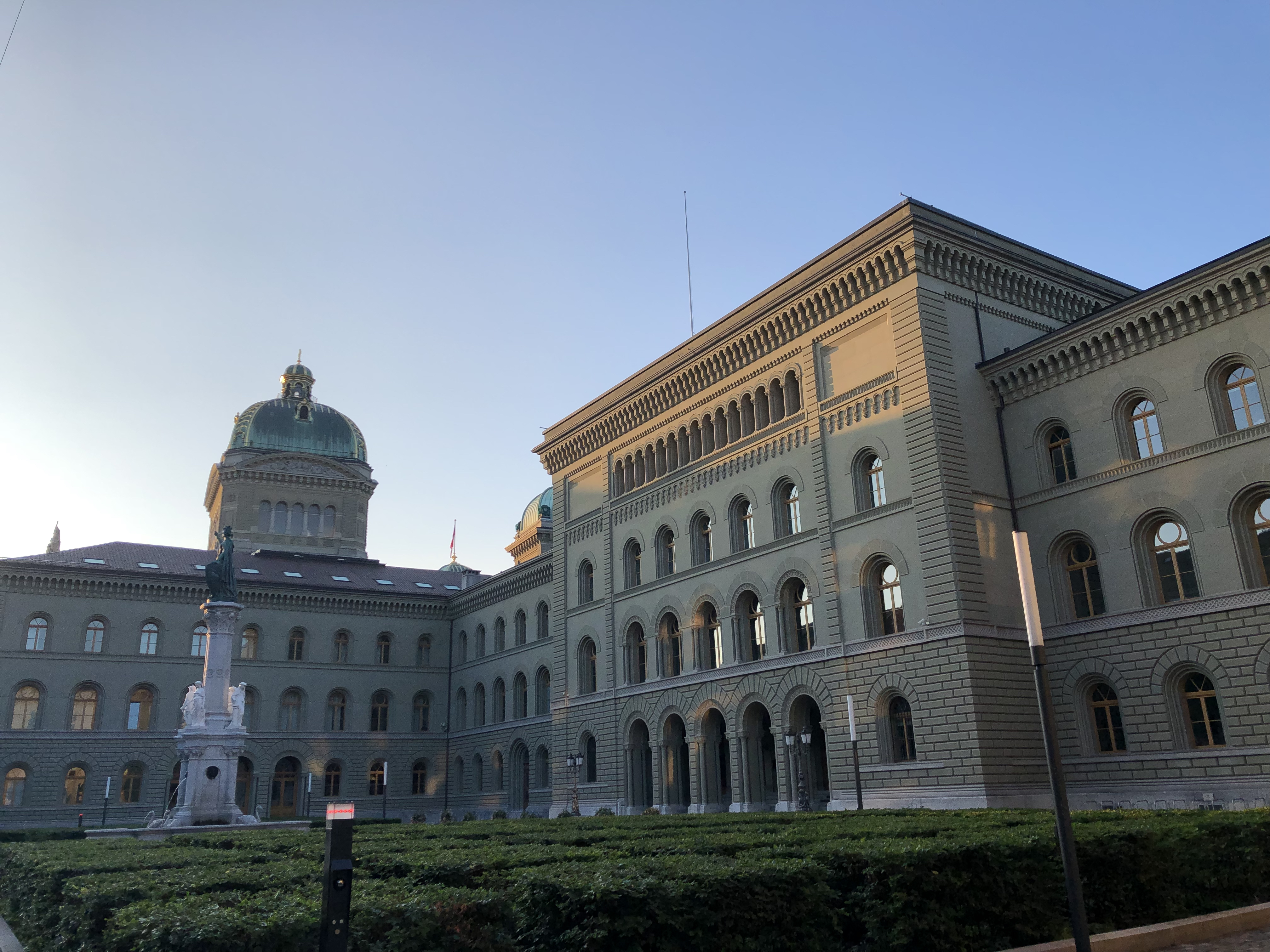
Ehrenhof Bundeshaus West, 2019

## Bundeshaus Ost

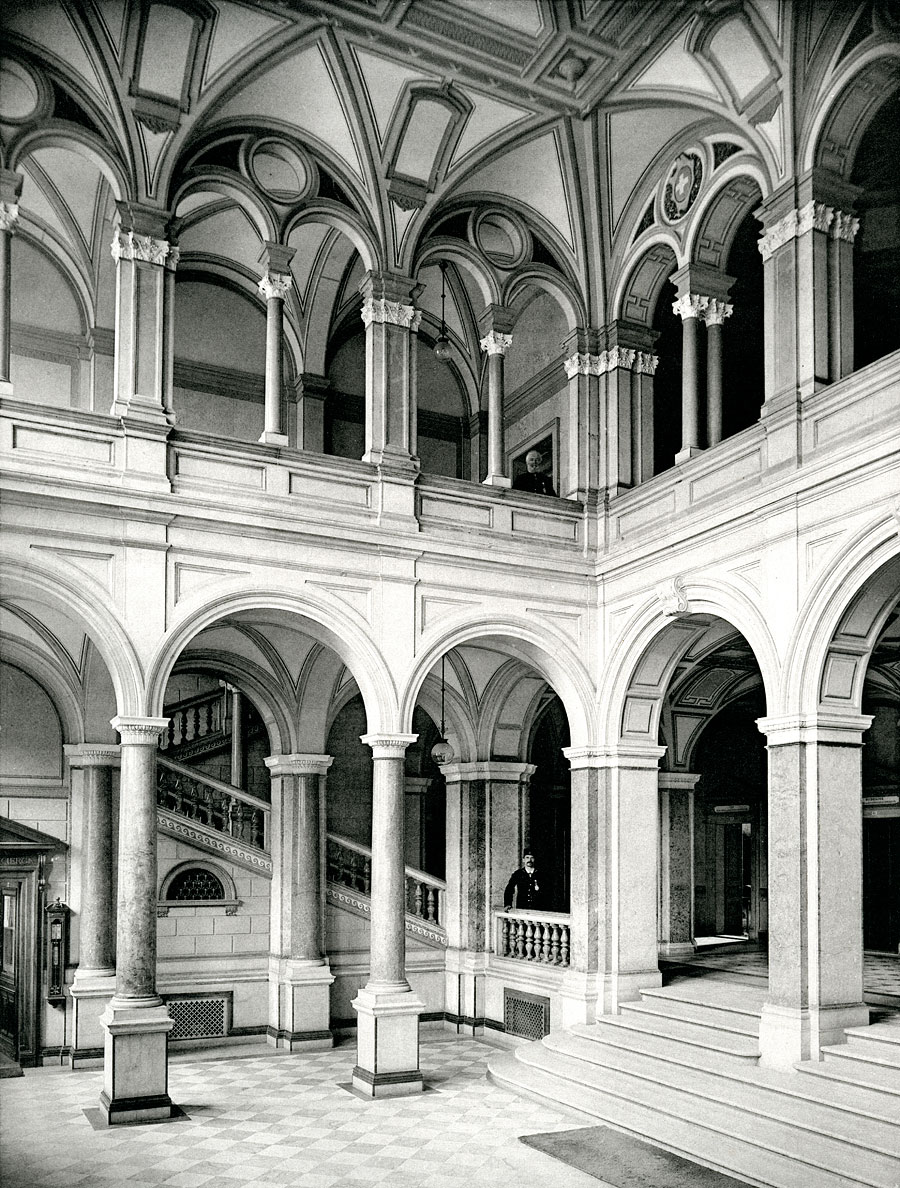
Eingangshalle des Bundeshauses Ost (1895)

Das Bundeshaus Ost dient seit seiner Eröffnung ausschliesslich der Bundesverwaltung. Es ist der Hauptsitz des Eidgenössischen Departements für Verteidigung, Bevölkerungsschutz und Sport (VBS) und des Eidgenössischen Departements für Wirtschaft, Bildung und Forschung (WBF).
Der Grundriss ist derselbe wie beim Bundeshaus West, ebenso der Rundbogenstil und die Anzahl Stockwerke. Auch dieser Gebäudeteil ist durch zwei Arkadengänge mit dem Parlamentsgebäude verbunden. Unterschiede zeigen sich in der Gestaltung der Fassade. Der Sockel ist höher ausgeführt und besteht aus gelblichem Solothurner Kalkstein, der Schichten mit versteinerten Spiralschnecken aufweist. Bossierte Quader aus demselben Gestein reichen bis ins erste Stockwerk, darüber liegen breit gefugte Sandsteinquader. Das Material des Fundaments und des Mauerwerks stammt teilweise vom abgebrochenen Inselspital. In die Nordfassade des Mittelrisalits sind zwei marmorne Flachreliefs eingelassen, die auf die hier domizilierten Departemente verweisen. Das rechte stammt von Charles Iguel und stellt den Generalstab dar, der von verschiedenen Waffengattungen umgeben ist. Auf dem linken Relief von Alfred Lanz sind Personifizierungen verschiedener Berufsgattungen abgebildet.
Zwei Treppen führen von der Eingangshalle hinauf zu einer Arkadenhalle im ersten Stockwerk. Prägend für diese Achse ist die Verwendung von Kalksteinen in sieben unterschiedlichen gelblichen Farbtönen. Auer versuchte, durch diese Aufhellung die als eng empfundenen Räume optisch zu vergrössern. Die Eröffnung des Gotthardtunnels 1882 ermöglichte erstmals die Verwendung von süd- und zentralalpinen Gesteinen im grösseren Umfang. Schwarzer Kalkstein und weisser Marmor für den Fussboden und die Türgewände, fein maseriertes Holz für die Türblätter sowie Stuck für Decke und Wände verleihen der Arkadenhalle ein feierliches, erhabenes Ambiente. Bronzeplastiken von Rosa Langenegger, die 1912 in vier Nischen aufgestellt wurden, symbolisieren den Werdegang eines «Kriegers in vorgeschichtlicher Zeit». An die Halle grenzen südseitig die Büros der beiden hier arbeitenden Bundesräte.
In den Jahren 2012 bis 2016 wurde das Bundeshaus Ost umfassend saniert und ein neues Untergeschoss gebaut.

## Hausrecht und Sicherheit
Das Hausrecht wird in den Ratssälen durch die Ratspräsidenten, in den übrigen Räumlichkeiten der Bundesversammlung und der Parlamentsdienste, d. h. im Parlamentsgebäude und in den von den Parlamentsdiensten benützten Teilen der Bundeshäuser West und Ost durch die Verwaltungsdelegation der Bundesversammlung ausgeübt (Art. 69 ParlG). Dies ist eine durch den Grundsatz der Gewaltenteilung begründete Ausnahme von der allgemeinen Regel, dass das Hausrecht für die Gebäude des Bundes und damit auch für die übrigen Teile der Bundeshäuser als Vollzugskompetenz in den Händen der Exekutive liegt (Art. 62f RVOG).
Für die Sicherheit im Bundeshaus ist der Bundessicherheitsdienst zuständig, eine Hauptabteilung des Bundesamtes für Polizei. Ihre «Abteilung Sicherheit Personen» übernimmt den Schutz von Magistraten, Parlamentariern und Bundesangestellten. Die «Abteilung Sicherheit Gebäude» ist zweigeteilt: Die Sektion «Objektsicherheit» plant und überwacht bauliche, technische und organisatorische Sicherheitskonzepte, zur Sektion «Objektschutz» gehört unter anderem das operative Schutzpersonal, das im Bundeshaus stationiert ist. Die Aufgaben des Bundessicherheitsdienstes beschränken sich auf das Innere des Gebäudes, für die Sicherheit auf dem umliegenden Gelände ist die Kantonspolizei Bern zuständig. Dazu gehören insbesondere die Überwachung bewilligter und die Auflösung nicht bewilligter Demonstrationen auf dem Bundesplatz. Der Kanton Bern erhält vom Bund jährlich eine pauschale Entschädigung von vier Millionen Franken für Sicherheitsleistungen, die er zugunsten des Bundes auf Stadtgebiet erbringt.
Um die Jahrtausendwende wurden immer häufiger Bedenken bezüglich der Sicherheit geäussert, da nicht nur Parlamentarier und Angestellte das Bundeshaus durch den Haupteingang betraten, sondern weitgehend unkontrolliert auch Besucher. Am 19. Dezember 2000 mischten sich kurdische Aktivisten zunächst unter eine Touristengruppe und verbarrikadierten sich daraufhin im Vorzimmer des Ständerates, wo sie ein Transparent entrollten und Parolen gegen den türkischen Staat aus dem Fenster riefen. Die Terroranschläge am 11. September 2001 und das Zuger Attentat 16 Tage später führten zu einer grundlegenden Überprüfung und Verschärfung der Sicherheitsbestimmungen. 2003 wurden in der Eingangshalle Trennelemente und Sicherheitsschleusen installiert, die eine gezielte Personenkontrolle ermöglichen und verschiedene vorübergehende, aber personalintensive Massnahmen ersetzten.

## Telefonie
1881 erhielt das Bundes-Rathaus Anschluss ans Telefonnetz. 1923 wurde die erste automatische Haustelefonanlage mit ungefähr 600 Anschlüssen im Bundeshaus installiert. Schrittweise wurde die Zahl der Telefonanschlüsse für die Bundesverwaltung ausgebaut: 1940 auf ca. 2'100, 1954 ca. 3‘500 und 1974 eine maximale Kapazität von 8'000 Apparaten. Damit war die Haustelefonanlage im Bundeshaus schweizweit die grösste ihrer Art.

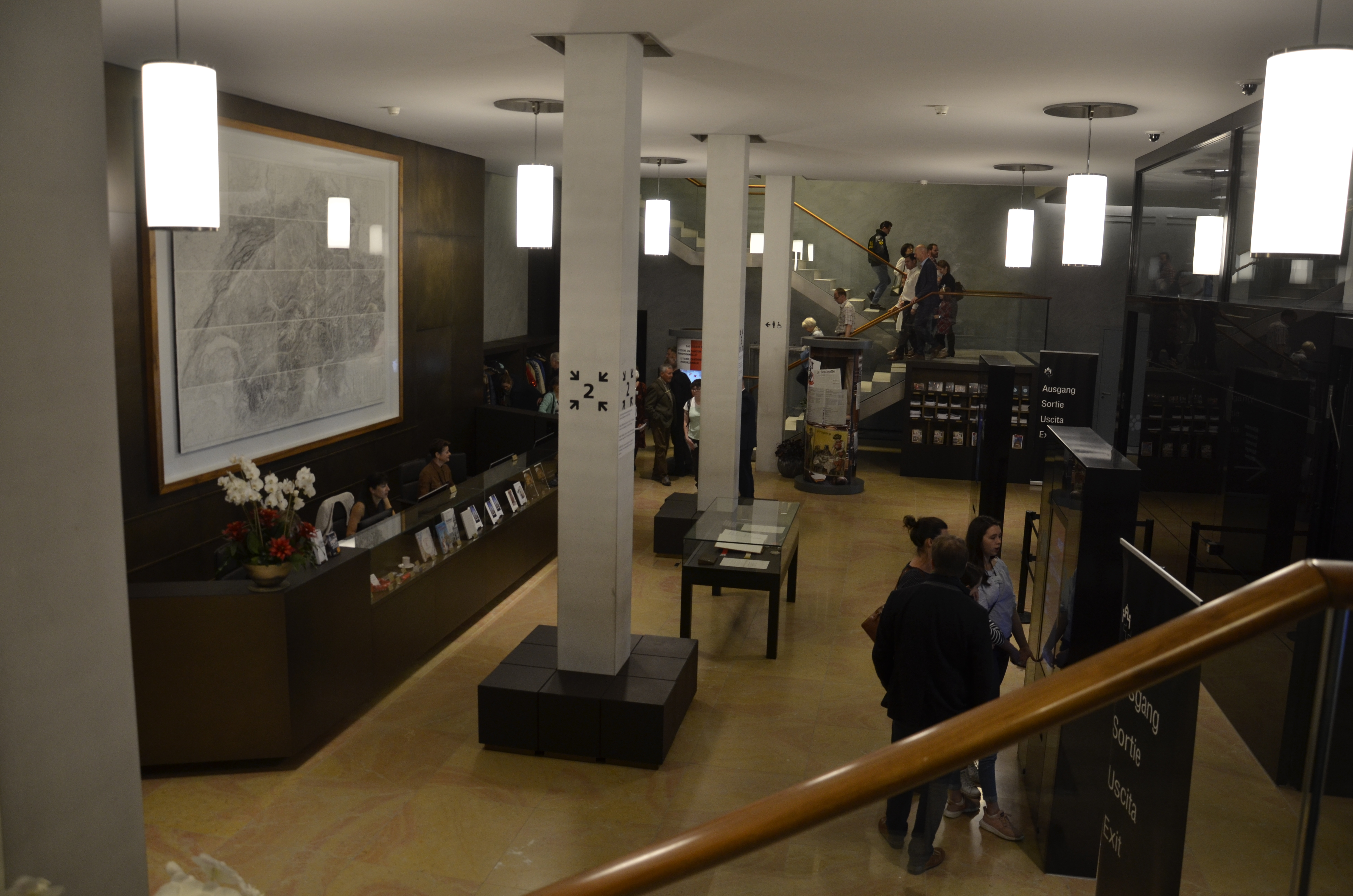
Der Wartebereich für Besucher (2019)

## Besichtigungen
Seit dem Abschluss der Renovationsarbeiten am Parlamentsgebäude gelangen Besucher über eine neu geschaffene Eingangshalle von der Bundesterrasse her ins Bundeshaus. Zuvor war dort die Heizungszentrale. In der Wartezone befindet sich eine Messingwand, in der die Topographische Karte der Schweiz (erschienen 1845–1865) als Neudruck ab den alten Kupferplatten eingelassen ist. Als Ergänzung zu den Drei Eidgenossen von 1291, die exakt darüber in der Kuppelhalle stehen, versinnbildlicht die Karte die Schweiz von 1848. Zwei Treppen führen von der Wartezone hinauf in die Kuppelhalle. Die Parlamentsdienste bieten während der sessionsfreien Zeit täglich mehrere kostenlose Führungen an. Dabei erhalten die Besucher Einblick in die Baugeschichte und in die Arbeitsweise des Parlaments. Während der Sessionen von National- und Ständerat finden keine Führungen statt. Die Debatten können von den Zuschauertribünen aus mitverfolgt werden, darüber hinaus können Gruppen von einem Ratsmitglied empfangen werden.

## Historische Fotos

Innenansicht des Ständeratssaals im Bundeshaus, 1911
Innenansicht des Nationalratsaals im Bundeshaus, 1911
Ansicht der Wandelhalle im Parlamentsgebäude mit Deckenbildern von Antonio Barzaghi-Cattaneo und ursprünglichem Mobiliar, 1911
Blick auf Südfassade des Treppenhauses im Parlamentsgebäude, 1911
Luftbild von Walter Mittelholzer, 1919